# Умершие в марте 2018 года
Это список известных людей, соответствующих установленным критериям значимости (см. Википедия:Критерии значимости персоналий), умерших в марте 2018 года.
Причина смерти указывается лишь в исключительных случаях (убийство, самоубийство, гибель в результате военных действий, смертная казнь, ДТП или несчастные случаи). В остальных случаях — не указывается.

## 31 марта

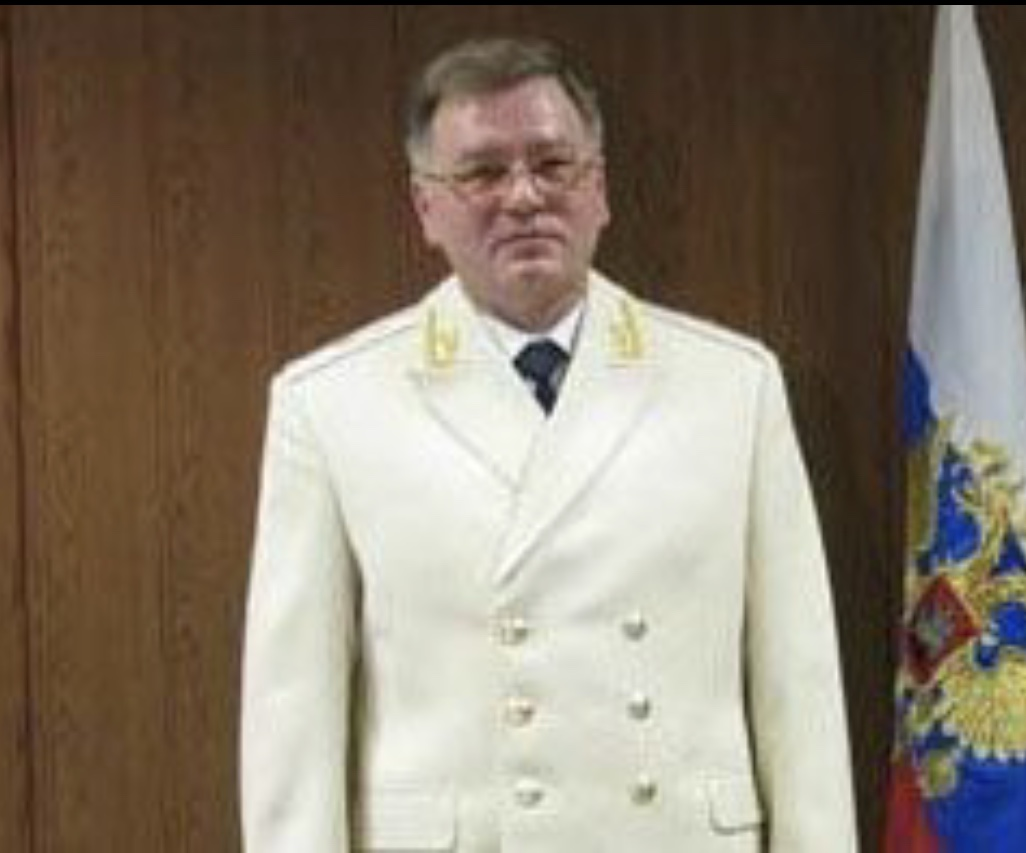
Юрий Верховцев

- Анденбом, Франк (76) — бельгийский актёр[1].
- Верховцев, Юрий Валентинович (64) — советский и российский юрист, прокурор Смоленской области (2002—2012), прокурор Ярославской области (2012—2017)[2].
- Де Филиппо, Луиджи (87) — итальянский актёр[3].
- Каррера, Маргарита (88) — гватемальская писательница и философ[4].
- Накоряков, Сергей Николаевич (57) — российский спортивный менеджер, президент ватерпольного клуба «Уралочка» (Челябинск)[5].
- Соттаев, Каншао Хашдаутович (83) — советский и российский танцовщик и хореограф, народный артист Кабардино-Балкарской АССР (1971)[6].
- Стасов, Павел Михайлович (81) — советский спортсмен и тренер по стрельбе из лука, заслуженный тренер ЯАССР, мастер спорта СССР[7].
- Три, Майкл (84) — американский альтист[8].
- Черкашин, Игорь Иванович (70) — советский хоккеист, выступавший в составе омского «Авангарда»[9].

## 30 марта

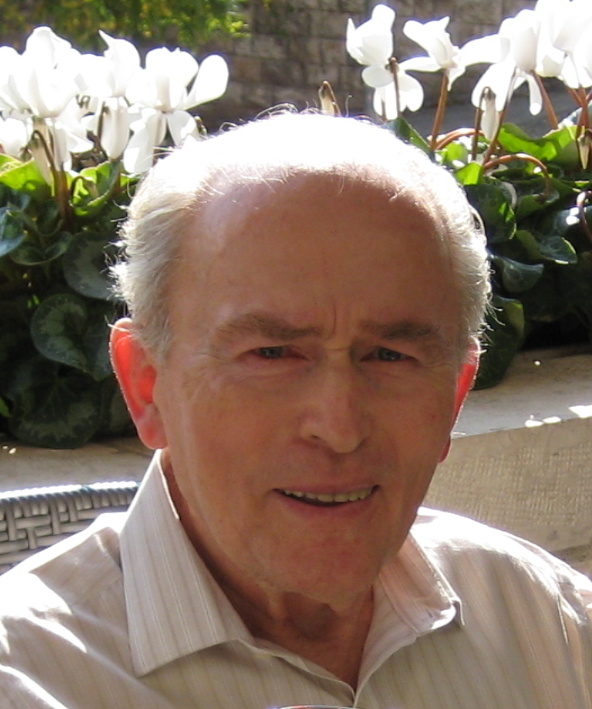
Давид Бартов

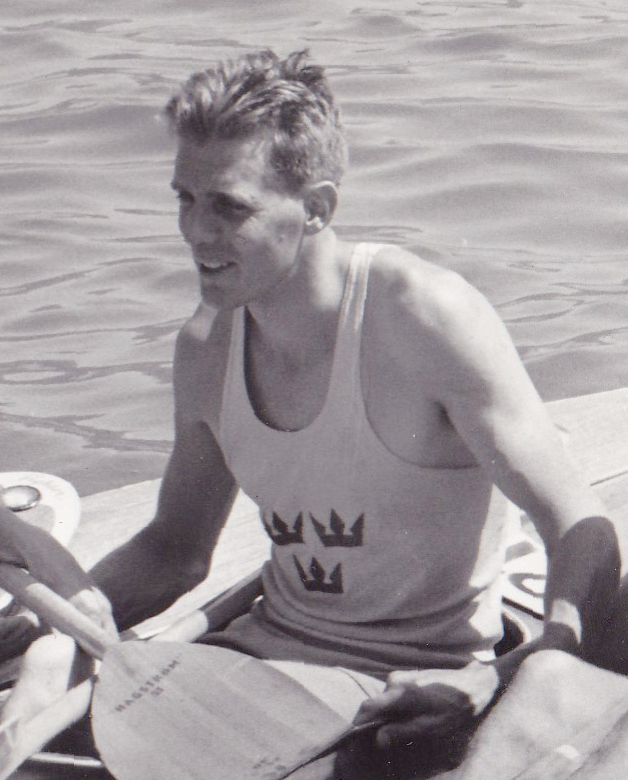
Свен-Олов Шёделиус

- Бартов, Давид (94) — израильский юрист, дипломат и общественный деятель, глава Натива (1986—1992)[10].
- Бо-Болико Локонга, Андре (83) — заирский государственный деятель, премьер-министр Заира (1979—1980)[11].
- Болоньези, Аурельяно (87) — итальянский боксер, чемпион летних Олимпийских игр в Хельсинки (1952)[12].
- Гест, Айвор Форбс (97) — британский историк балета[13].
- Курт, Сабахудин (82) — югославский боснийский певец, представитель Югославии на конкурсе песни Евровидение 1964[14].
- Мэйнард, Билл (89) — британский актёр[15].
- Попович, Наталья Григорьевна (73) — российский хормейстер, главный хормейстер Московского театра «Новая опера», народная артистка Российской Федерации (2004)[16].
- Пыльцын, Александр Васильевич (94) — советский писатель, историк, генерал-майор в отставке[17].
- Римский-Корсаков, Александр Андреевич (81) — советский и российский физик, генеральный директор Радиевого института имени В. Г. Хлопина (1996—2005), правнук композитора Николая Римского-Корсакова[18].
- Хованец, Генри Теофилус (87) — католический епископ, первый ординарий епархии Пресвятой Троицы в Алма-Ате (2003—2011)[19].
- Шёделиус, Свен-Олов (84) — шведский гребец-байдарочник, чемпион летних Олимпийских игр в Риме (1960) и в Токио (1964)[20].

## 29 марта
- Даль Фаббро, Коррадо (72) — итальянский бобслеист, серебряный призёр зимних Олимпийских игр (1972)[21].
- Демкова, Наталья Сергеевна (86) — советский и российский литературовед, археограф, исследователь древнерусской литературы[22].
- Дробжев, Виктор Иванович (77) — советский и казахский учёный, доктор физико-математических наук, профессор, академик Академии космонавтики им. К. Э. Циолковского, академик АН Казахстана. Директор Института ионосферы НАН РК[23].
- Мондонико, Эмилиано (71) — итальянский футболист, тренер[24].
- Перес Вильямонте, Вальтер (81) — боливийский католический прелат, епископ Потоси (1998—2009)[25].
- Фейгин, Григорий Яковлевич (80) — советский и российский скрипач[26].
- Ципенюк, Юрий Михайлович (79) — советский и российский учёный, доктор физико-математических наук, профессор кафедры общей физики МФТИ, ведущий научный сотрудник Института физических проблем имени П. Л. Капицы РАН[27].
- Шрив, Анита (71) — американская писательница[28].

## 28 марта
- Айзексон, Ирвинг (102) — американский разведчик[29].
- Анофриев, Олег Андреевич (87) — советский и российский актёр театра и кино, кинорежиссёр, певец, автор песен, народный артист Российской Федерации (2004)[30].
- Бройнигер, Эльке (74) — немецкий режиссёр-мультипликатор, художник и художник-мультипликатор[31]
- Иаков (Софрониадис) (71) — епископ Константинопольской православной церкви, митрополит Принцевых островов (с 2002 года), ипертим и экзарх Пропонтиды[32].
- Истомин, Сергей Евгеньевич (56) — российский тяжелоатлет-паралимпиец. Бронзовый призёр чемпионата мира (1996), чемпион Европы (1996) и вице-чемпион Европы, двенадцатикратный чемпион и рекордсмен России по пауэрлифтингу среди инвалидов[33].
- Кубарев, Эдуард Алексеевич (78) — советский и российский государственный деятель, председатель Верховного Совета Чувашской ССР, впоследствии Чувашской Республики (1991—1994)[34].
- Мунк, Питер (90) — канадский бизнесмен, председатель совета директоров Barrick Gold[35].
- Никитин, Валентин Иванович (69) — советский и российский партийный и государственный деятель, депутат Госдумы I—III созывов[36].
- Пим, Кэтрин (96) — австралийская фехтовальщица, рапиристка.
- Рев, Ливия (101) — венгерская пианистка[37].
- Романов, Валентин Степанович (80) — советский и российский партийный и государственный деятель, первый секретарь Куйбышевского обкома КПСС (1990—1991); депутат Государственной Думы России (1995—2016)[38].
- ван Росбрук, Эйгене (89) — бельгийский велогонщик, чемпион летних Олимпийских игр в Лондоне (1948)[39].
- Россе, Клеман[фр.] (78) — французский философ[40].
- Скофилд, Калеб (39) — американский музыкант и певец, автокатастрофа[41]
- Тальми, Менахем (91) — израильский писатель[42].

## 27 марта

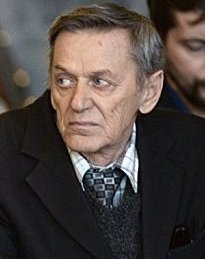
Виктор Калашников

- Балиев, Юрий Николаевич (68) — советский и азербайджанский актёр театра и кино, народный артист Азербайджана (2000)[43].
- Гнедин, Юрий Николаевич (82) — советский и российский физик, доктор физико-математических наук, профессор лауреат премии имени А. А. Белопольского (1987)[44].
- Калашников, Виктор Михайлович (75) — советский и российский конструктор-оружейник, сын Михаила Калашникова[45].
- Ломоносов, Геральд Георгиевич (85) — советский и российский учёный и специалист в области горных наук и горного производства, заслуженный деятель науки Российской Федерации (1995) [?].
- Стефан Одран (85) — французская актриса[46].
- О'делл, Кенни (73) — американский автор-исполнитель[47].
- Пресняков, Владимир Алексеевич (93) — советский и российский художник, заслуженный художник РСФСР (1976)[48].
- Путилова, Евгения Оскаровна (95) — советский и российский литературовед и литературный критик, историк русской детской литературы[49].
- Якобеску, Эме (71) — румынская актриса[50].

## 26 марта

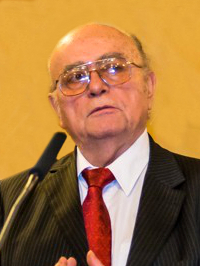
Шандор Демьян

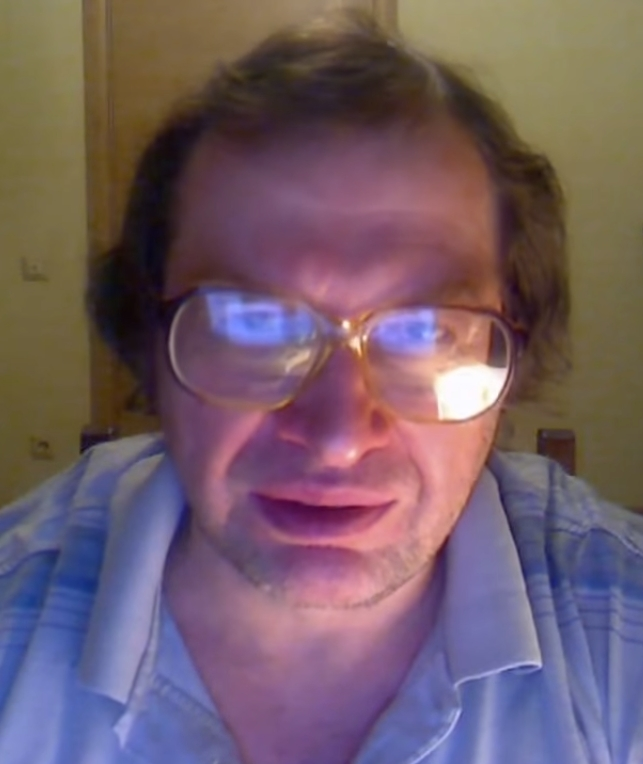
Сергей Мавроди

- Демьян, Шандор (74) — венгерский предприниматель, руководитель компании TriGránit[51].
- Диоп, Мамаду (81) — сенегальский политик, мэр Дакара (1984—2002)[52].
- Кауфман, Николай Янков (92) — болгарский музыковед[53].
- Мавроди, Сергей Пантелеевич (62) — основатель акционерного общества «МММ», депутат Государственной Думы Российской Федерации (1994—1995)[54].
- Макгинн, Ричард (Дик) Бернард (78) — американский лингвист-востоковед[55].
- Мяло, Ксения Григорьевна (81) — советский и российский политолог, культуролог, публицист и общественный деятель[56].
- Мессиас, Олланда (76) — бразильская эстрадная певица и композитор[57].
- Полежаев, Юрий Васильевич (80) — советский и российский физик, член-корреспондент РАН (2000), сын Василия Полежаева[58].
- Попова, Мая Николаевна (93) — советский и российский кинооператор, вдова Владимира Бойкова[59].

## 25 марта
- Бурдес-Огулигенде, Жюль-Аристид (80) — габонский политик, спикер Национального собрания Габона (1990—1993)[60].
- Вервик, Дагфинн (93) — норвежский государственный деятель, министр финансов Норвегии (1963), министр заработной платы и цен (1965—1971), министр иностранных дел (1972—1973), лидер Партии Центра (1973—1977)[61].
- Гале, Тоне (73) — югославский хоккеист, первый югославский хоккеист выступавший в НХЛ[62].
- Карр, Эдвин (89) — австралийский спринтер, двукратный чемпион Игр Содружества (1950)[63].
- Кобэм, Дэвид[англ.] (87) — британский режиссёр и продюсер[64].
- Мазин, Григорий Александрович (103) — советский военачальник, генерал-майор инженерных войск[65].
- Семёнов, Валерий Борисович (76) — советский футболист, украинский тренер[66].
- Со Мин У (33) — южнокорейский певец (100 %)[67].
- Тилихой, Николае (61) — румынский футболист, чемпион Румынии (1979-80, 1980-81)[68].
- Уильямс, Джерри (75) — шведский певец[69].
- Харрисон, Майк (72) — британский певец (Spooky Tooth)[70].

## 24 марта

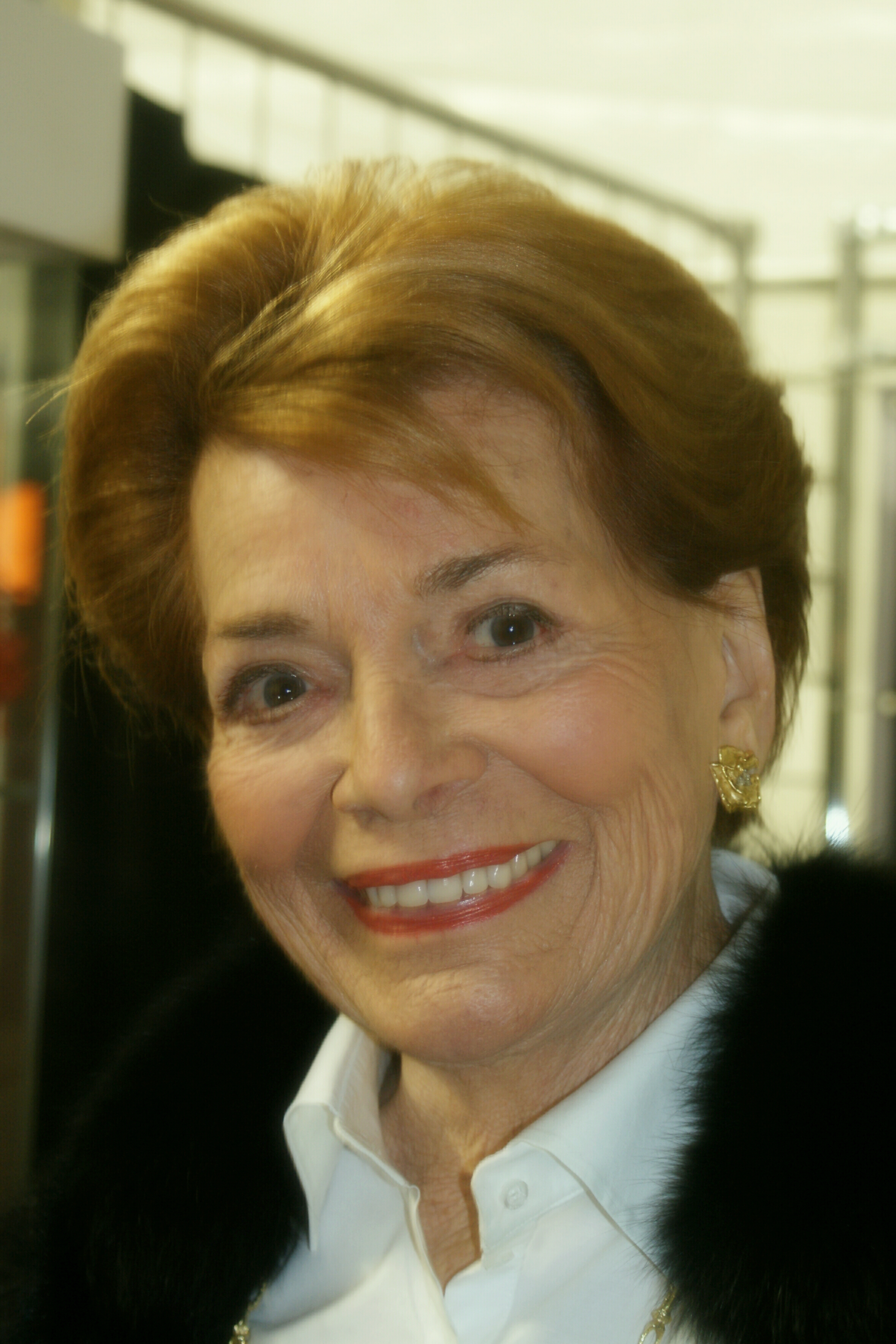
Лиз Ассиа

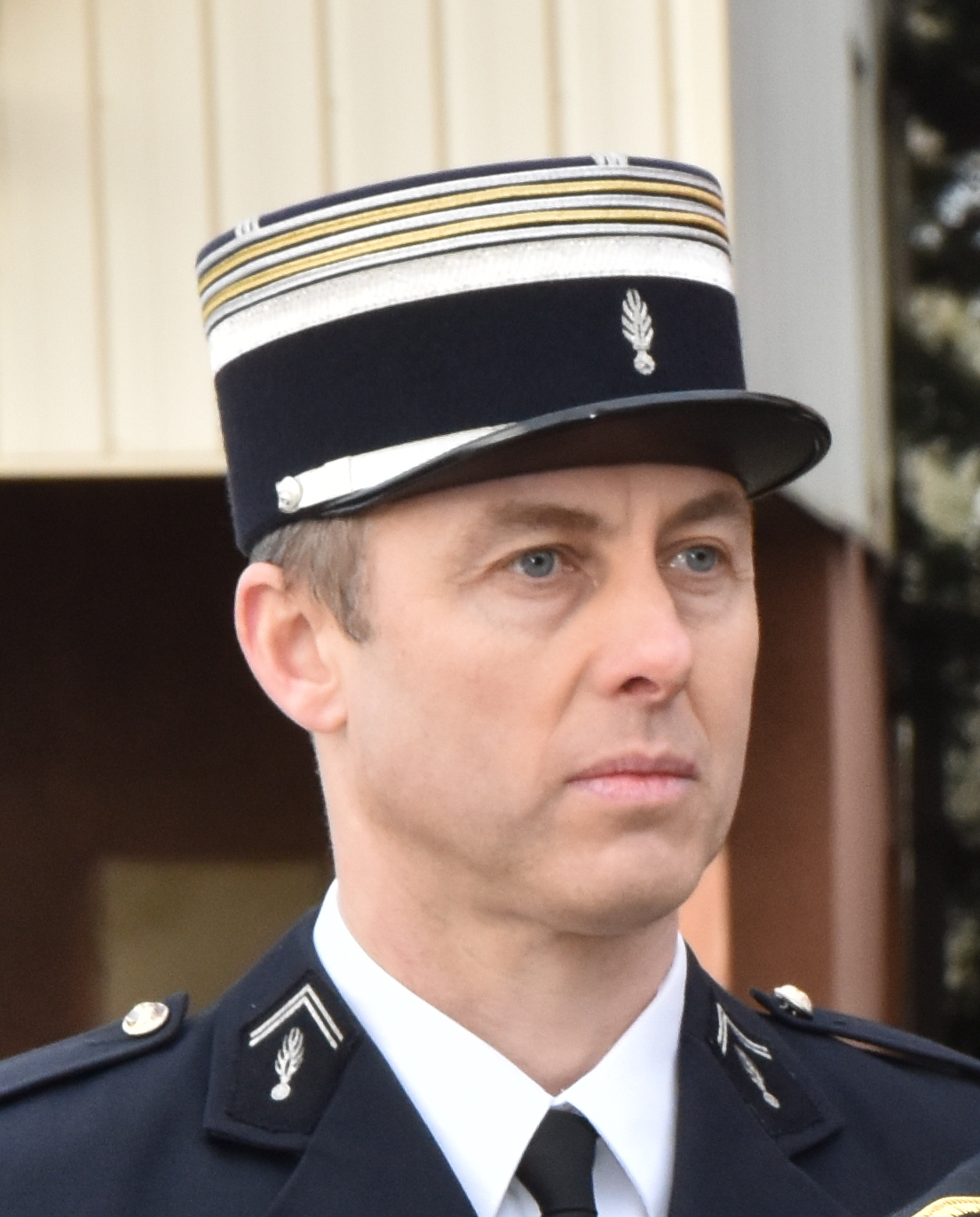
Арно Бельтрам

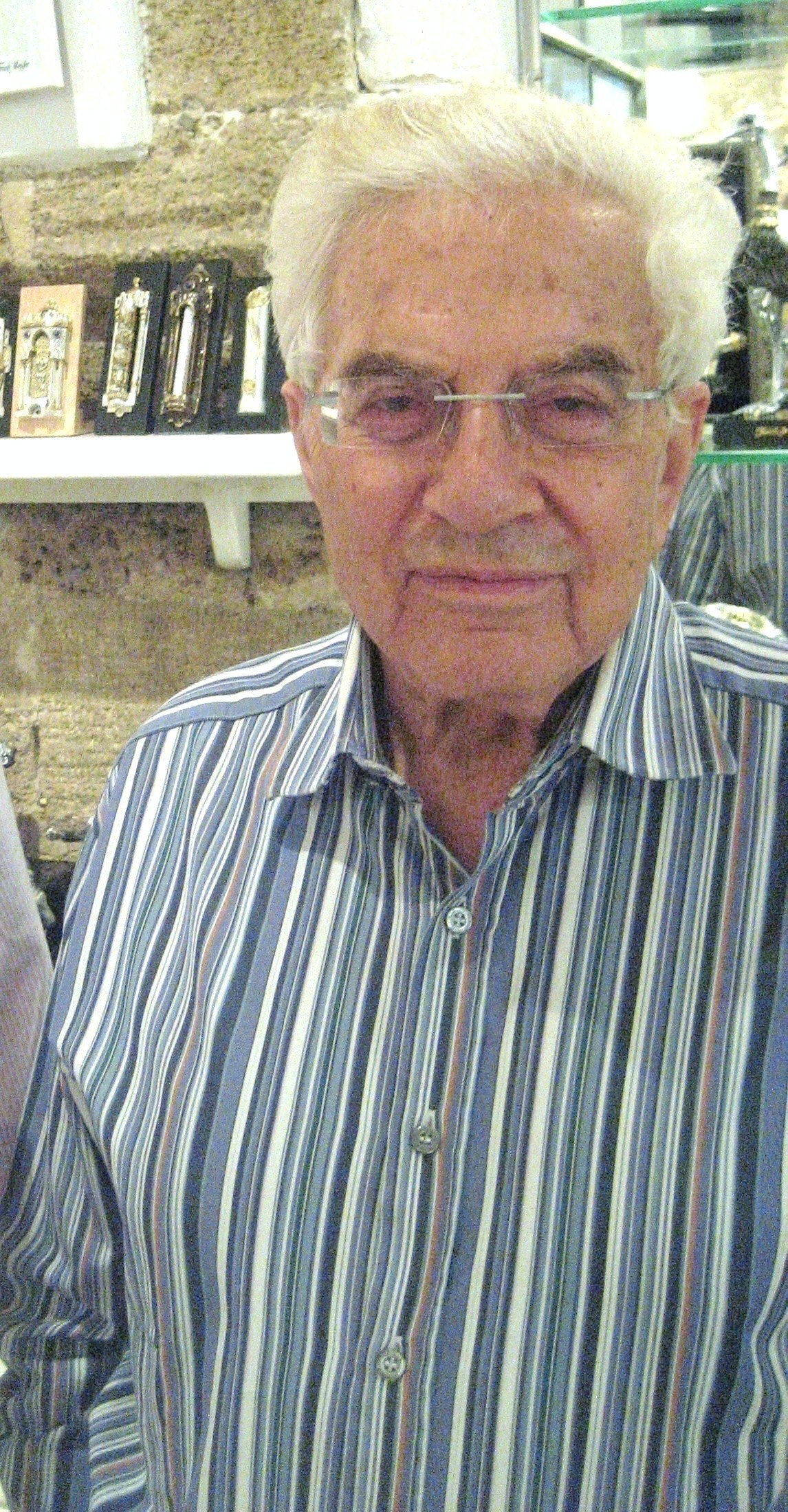
Франк Майслер

- Абреу, Хосе Антонио (78) — венесуэльский дирижёр, пианист и деятель образования, основатель El Sistema[71].
- Анденматтен, Арнольд (95) — швейцарский горнолыжник, чемпион соревнования военных патрулей на зимних Олимпийских играх 1948[72].
- Банна, Рим (51) — палестинская певица и композитор[73].
- Бельтрам, Арно (44) — подполковник французской национальной жандармерии, убитый террористами во время теракта вТребе, после того как он обменял себя на заложницу[74].
- Володин, Алексей Михайлович (90) — советский и российский передовик производства, Герой Социалистического Труда (1971)[75] Архивная копия от 28 марта 2018 на Wayback Machine.
- Де Ковен, Берни (76) — американский игровой дизайнер и теоретик игры[76].
- Каримов, Равиль Нургалиевич (82) — советский и российский учёный-энергетик, заведующий кафедрой «Автоматизированные системы управления» Саратовского политехнического института (1972—1980)[77].
- Лаваль, Хасан Мухамед (63) — нигерийский государственный деятель, министр труда и здравоохранения (2008—2010)[78].
- Лиз Ассиа (94) — швейцарская певица, победительница первого конкурса песни Евровидение (1956)[79].
- Майслер, Франк (89) — израильский скульптор[80].
- Нагасава, Хидэтоси (77) — японский скульптор[81].
- Сольфрини, Марко (60) — итальянский баскетболист, серебряный призёр летних Олимпийских игр в Москве (1980)[82].
- Тагаса, Мели (82) — филиппинская актриса[83].
- Эль, Джон[англ.] (92) — американский писатель, лауреат премии Лиллиан Смит, отец Дженнифер Эль[84].

## 23 марта

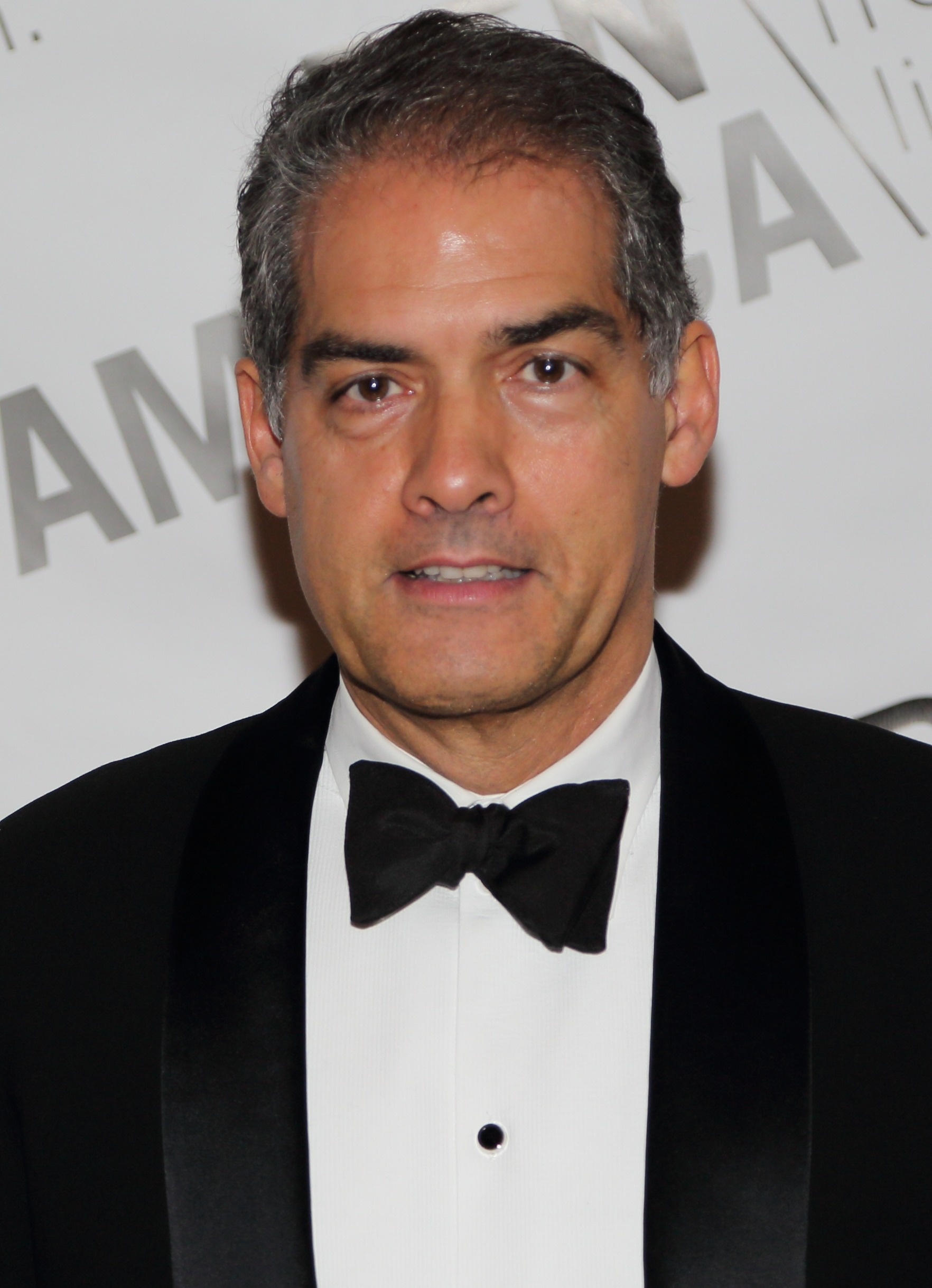
Филип Керр

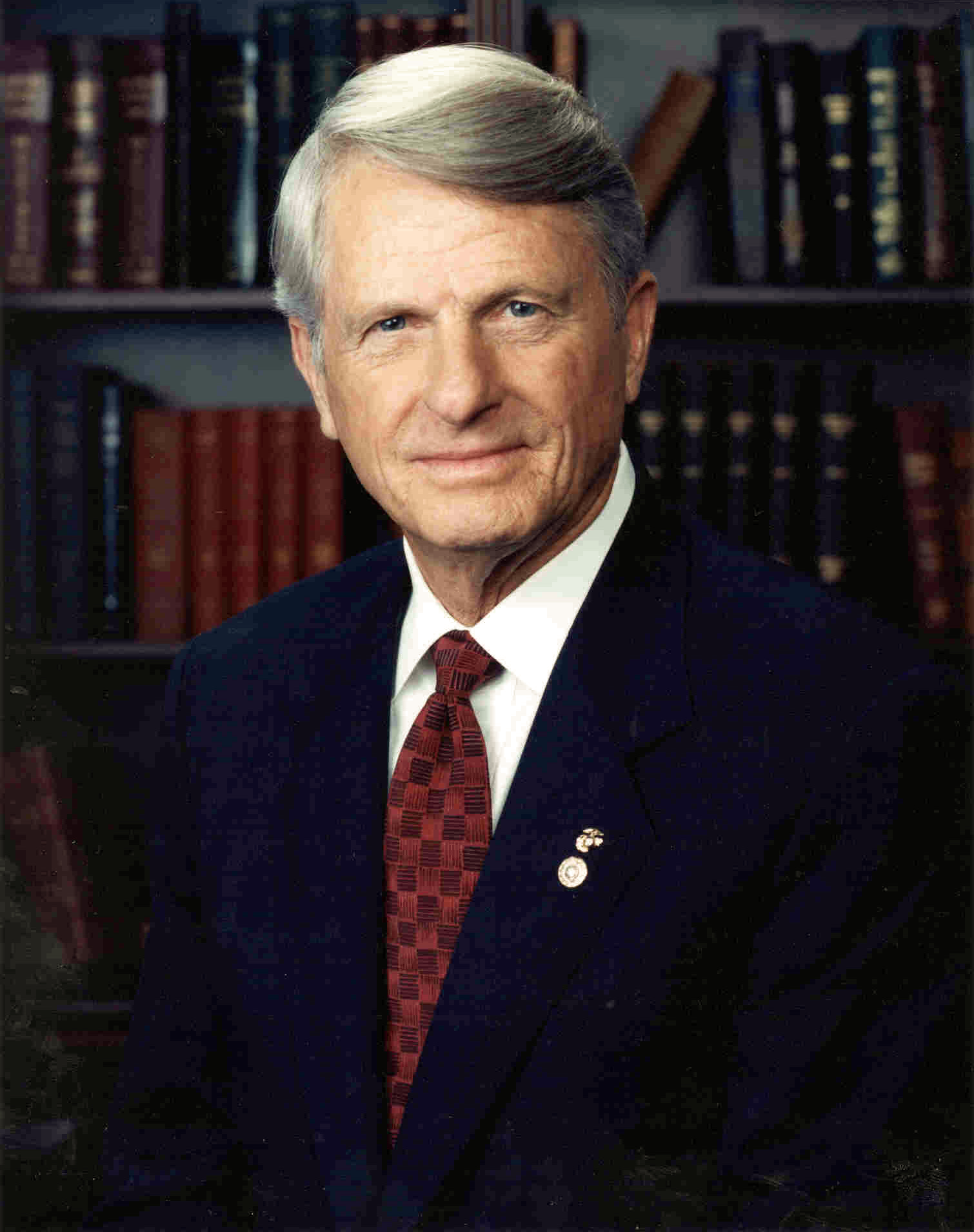
Зелл Миллер

- Браун, Дюшон Моника (49) — американская актриса[85].
- Вулси, Ральф (104) — американский кинооператор, лауреат премии «Эмми» (1968)[86].
- Зайцев, Юрий Владимирович (84) — советский российский дипломат, ректор Международного института XXI века (2003—2018)[87].
- Каюмов, Пулат (98) — советский и узбекский государственный деятель, занимавший должности председателя Ферганского (1962—1963) и Андижанского (1963—1971) облисполкомов [?].
- Керр, Филип (62) — британский писатель[88].
- Каррингтон, Дебби Ли (58) — американская актриса[89].
- Миккола, Юкка (74) — финский государственный деятель, председатель парламента Финляндии (1999)[90].
- Миллер, Зелл (86) — американский политик-демократ, губернатор Джорджии (1991—1999), сенатор США (2000—2005)[91].
- Онгаро, Альберто[итал.] (92) — итальянский писатель и журналист[92].
- Паккасвирта, Яакко (83) — финский режиссёр и сценарист[93].
- Патерсон, Эйлин (83) — британская писательница и иллюстратор[94].
- Подубинский, Андрей Миронович (74) — советский и украинский актёр[95].
- Тейлор, Делорес[англ.] (85) — американская актриса[96].
- Уэлчли, Джон (89) — американский гребец академического стиля, серебряный призёр летних Олимпийских игр в Мельбурне (1956)[97].
- Хоффман, Мюррей[англ.] (93) — американский кардиолог[98].
- Штерн, Эфраим (84) — израильский археолог[99].
- Шутценбергер, Анн Анселин (98) — французский психолог, доктор психологических наук, профессор, основатель Международной ассоциации групповой психотерапии[100].

## 22 марта

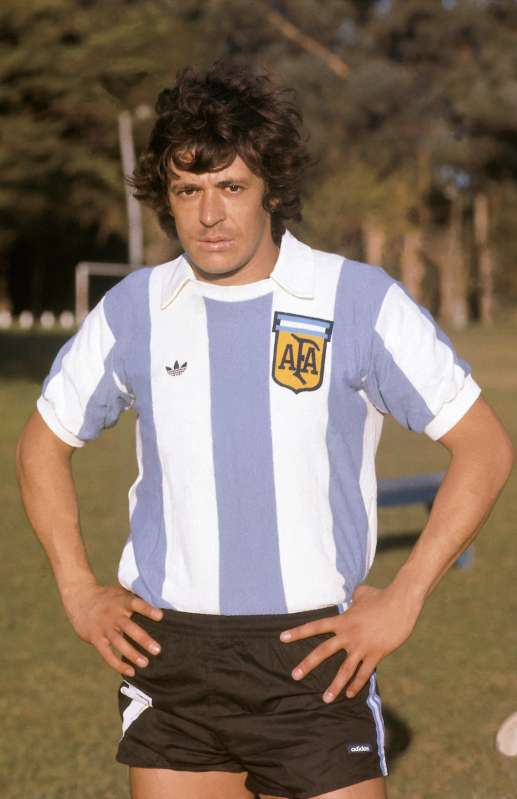
Рене Орландо Хаусман

- Андреев, Юрий Николаевич (101) — советский художник-мультипликатор и актёр озвучивания [?].
- Баганич, Вера Степановна (80) — украинская певица[101].
- Берсанов, Хож-Ахмед Ахмадович (91) — советский и чеченский писатель[102].
- Грин, Пол (94) — американский инженер, разработавший теорию дальномерного доплеровского картирования, лауреат SIGCOMM Award (1994)[103].
- Гэмбл, Дик (89) — канадский хоккеист («Монреаль Канадиенс», «Чикаго Блэкхокс», «Торонто Мейпл Лифс»), победитель Кубка Стэнли (1953)[104] Архивная копия от 24 марта 2018 на Wayback Machine.
- Кашин, Александр Афанасьевич (76) — советский и российский писатель[105].
- Климнюк, Андрей Константинович (53) — российский автор-исполнитель песен в стиле русский шансон[106].
- Лазарус, Чарльз (94) — американский бизнесмен, владелец сети магазинов игрушек Toys "R" Us[107].
- Лосская, Вероника Константиновна (87) — французская писательница, искусствовед и литературный переводчик[108].
- Хаусман, Рене Орландо (64) — аргентинский футболист, чемпион мира (1978)[109].
- Холланд, Джеймс (92) — американский врач и медицинский исследователь, ключевая фигура в развитии химиотерапии рака[110].
- Хуизенга, Уэйн (80) — американский предприниматель, хозяин команды «Флорида Пантерз»[111].
- Хульст, Йохан ван (107) — нидерландский директор школы, профессор педагогики праведник народов мира, политический деятель, депутат Европейского парламента[112].
- Цукалас, Николас (91) — американский адвокат, судья (1986—1996) и старший судья Федерального суда по вопросам международной торговли[англ.] (1996—2018)[113].
- Дариуш Шаеган (83) — иранский философ и историк культуры[114].
- Ярошовец, Василий Степанович — украинский советский партийный деятель[115].

## 21 марта

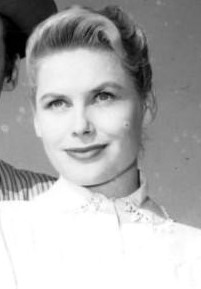
Анна-Лиза

- Анна-Лиза (84) — американо-норвежская актриса[116].
- Брэдмен, Билл (87) — американский предприниматель и продюсер, лауреат прайм-таймовой премии «Эмми» (1990)[117].
- Бурке, Кевин (88) — британский геолог, лауреат Медали Пенроуза (2007)[118].
- Гэйлорд, Фрэнк (93) — американский скульптор[119].
- Еримбетов, Нурлан Кенжебекович (57) — казахстанский телеведущий и политический деятель, председатель движения Гражданский альянс Казахстана[120].
- Лезер, Рольф (88) — нидерландский футболист и дизайнер[121].
- Цховребова, Ольга Дмитриевна (91) — советский и российский осетинский учёный[122].
- Эмерт, Джордж (79) — американский биохимик и деятель образования, президент Университета штата Юта (1992—2000)[123].

## 20 марта

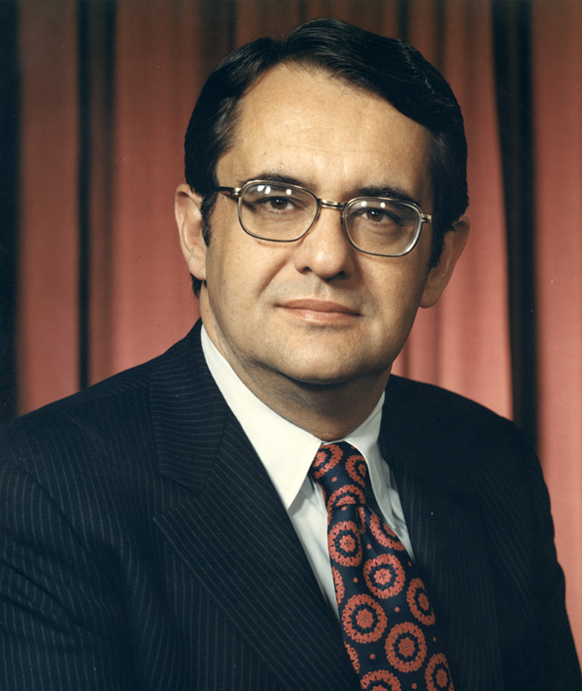
Питер Петерсен

- Абдурахманова, Дильбар Гулямовна (81) — советский и узбекский дирижёр, профессор, народная артистка СССР (1977)[124].
- Акмаев, Ильдар Ганиевич (87) — советский и российский эндокринолог, академик РАМН (1994—2013), академик РАН (с 2013), заслуженный деятель науки Российской Федерации[125].
- Бойл, Кэти (91) — британская актриса[126].
- Альверфорс, Энн-Шарлотта[швед.] (71) — шведская писательница[127].
- Бравничар, Деян (80) — словенский виолончелист[128].
- Бэйби, Ариэль (75) — американская оперная певица[129].
- Калван да Силва, Жуан (66) — португальский государственный деятель, министр внутренних дел (2015)[130].
- Петерсон, Питер Джордж (91) — американский миллиардер, основатель компании Blackstone Group, министр торговли США (1972—1973)[131].
- Смит, Билл (89) — американский борец вольного стиля, чемпион летних Олимпийских игр в Хельсинки (1952)[132].
- Шаталов, Юрий Григорьевич (72) — советский и российский хоккеист, заслуженный мастер спорта СССР[133].

## 19 марта

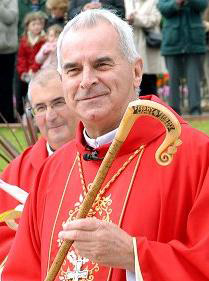
Кит О’Брайен

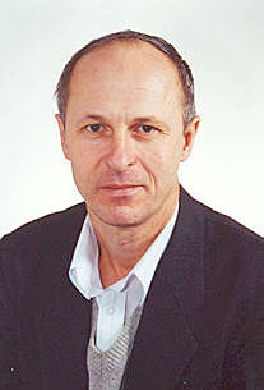
Александр Шепель

- Айльон, Хулио Гаррет (92) — боливийский государственный деятель, вице-президент Боливии (1985—1989)[134].
- Барри, Роджер[англ.] (82) — американский географ и климатолог, профессор, преподаватель МГУ (2001)[135].
- Беглякова, Ирина Анатольевна (85) — советская метательница диска, серебряный призёр летних Олимпийских игр в Мельбурне (1956), заслуженный мастер спорта СССР (1956)[136].
- Бемент, Линда (76) — победительница конкурсов Мисс США 1960 и Мисс Вселенная 1960[137].
- Бишофф, Дэвид (66) — американский писатель-фантаст[138].
- Верхуфф, Якобус (91) — нидерландский математик и скульптор, разработчик алгоритма Верхуффа[139].
- Гаррет Айльон, Хулио (92) — боливийский государственный деятель, вице-президент Боливии (1985—1989), министр иностранных дел (1979—1980)[140].
- Гилязов, Илдус Сабирович (71 или 72) — советский и российский татарский поэт[141].
- Гюзель, Хасан (73) — турецкий государственный деятель, министр образования, по делам молодёжи и спорта (1987—1989)[142].
- Ерин, Виктор Фёдорович (74) — российский государственный деятель, министр внутренних дел Российской Федерации (1992—1995), генерал армии (1993), Герой Российской Федерации (1993)[143].
- Кингман Риофрио, Николас (99) — эквадорский писатель[144].
- Ледерах, Юрг (72) — швейцарский писатель[145].
- Малер, Зденек (89) — чешский писатель, публицист и киносценарист[146].
- Манукян, Агаси Цолакович (50) — советский и армянский борец греко-римского стиля, чемпион мира (1993)[147].
- Мухаметдинова, Сагида Хашимовна (86) — советский передовик производства, канатчица Белорецкого металлургического комбината, Герой Социалистического Труда (1981)[148].
- О’Брайен, Кит (80) — британский кардинал, архиепископ Сент-Эндрюса и Эдинбурга (1985—2013)[149].
- Пейн, Лесли (76) — американский журналист, лауреат Пулитцеровской премии (1974)[150].
- Постон, Мойше (75) — канадский марксистский историк, философ и экономист[151].
- Стешенко, Николай Владимирович (90) — советский и украинский астроном, член-корреспондент РАН (1991; член-корреспондент АН СССР с 1990), академик НАНУ (1997)[152].
- Хоффман, Ирвин (93) — американский дирижёр[153].
- Шепель, Александр Иванович (64) — российский орнитолог, доктор биологических наук, профессор Пермского университета[154].
- Шустров, Борис Николаевич (81) — советский и российский писатель, киносценарист[155].

## 18 марта

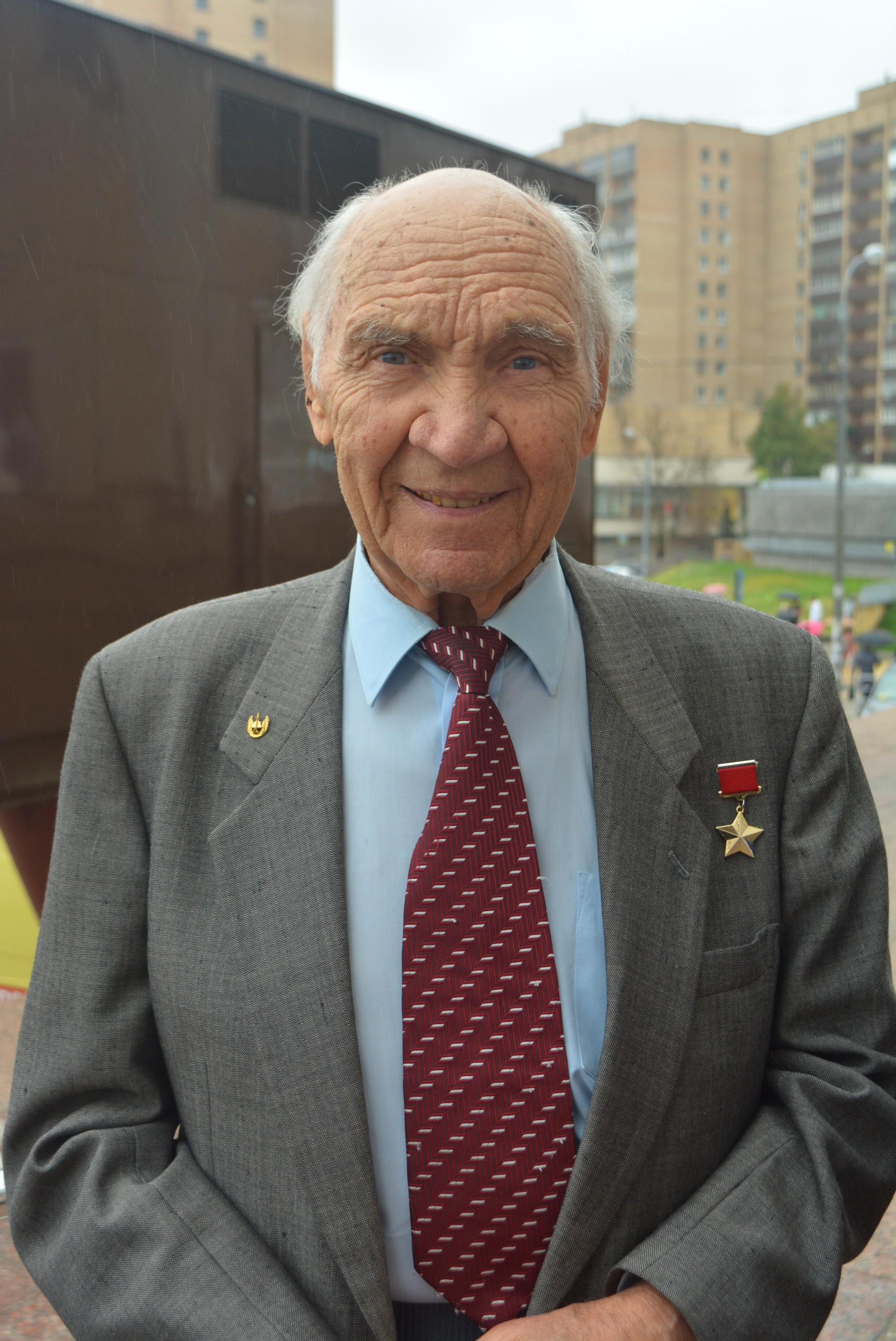
Георгий Мосолов

- Адама-Тамбу, Мишель (89) — центральноафриканский политик и дипломат, президент Национального собрания Центральноафриканской Республики (1960—1966)[156].
- Андерсон, Карен (85) — американская писательница, жена и соавтор Пола Андерсона[157].
- Вахид, Шехзад — пакистанский кинорежиссёр[158].
- Вегера, Пётр Михайлович (83) — советский белорусский тренер по лёгкой атлетике, заслуженный тренер СССР[159].
- Волошин, Владислав Валерьевич (29) — украинский военный лётчик, и. о. генерального директора коммунального предприятия «Николаевский международный аэропорт» (с 2017 года); самоубийство[160].
- Глотов, Василий Анатольевич (57) — начальник Главного управления Росгвардии по Московской области (с 2017), генерал-майор полиции (2018)[161].
- Дубовский, Марк (58) — латвийский писатель и продюсер, основатель фестиваля «Море смеха»[162].
- Зверев, Виктор Алексеевич (82) — советский и российский учёный-оптик, профессор Санкт-Петербургского национального исследовательского университета информационных технологий, механики и оптики[163].
- Кёртейн, Рут (76) — австралийский математик.
- Купер, Дэвид[англ.] (68) — австралийский иммунолог, президент Международного общества по СПИДу (1994—1998)[164].
- Ли Ао (82) — китайский тайваньский писатель и историк[165].
- Мосолов, Георгий Константинович (91) — советский лётчик-испытатель, Герой Советского Союза (1960)[166].
- Ричард, Айвор (85) — британский государственный деятель, лидер Палаты лордов и Лорд-хранитель Малой печати (1997—1998)[167].
- Рутшки, Михаэль (74) — немецкий писатель, лауреат Премии Генриха Манна (1997)[168].
- Спиров, Сергей (26) — российский видеоблогер и стример по игре World of Tanks, известный под именем Gabriel Angelos; несчастный случай[169].
- Фотиева, Нина Наумовна (82) — советский и российский геомеханик, доктор технических наук, профессор, лауреат Премии Совета Министров СССР (1984)[170].
- Хамаду, Баркат Гурат (88) — джибутийский государственный деятель, премьер-министр Джибути (1978—2001)[171].

## 17 марта

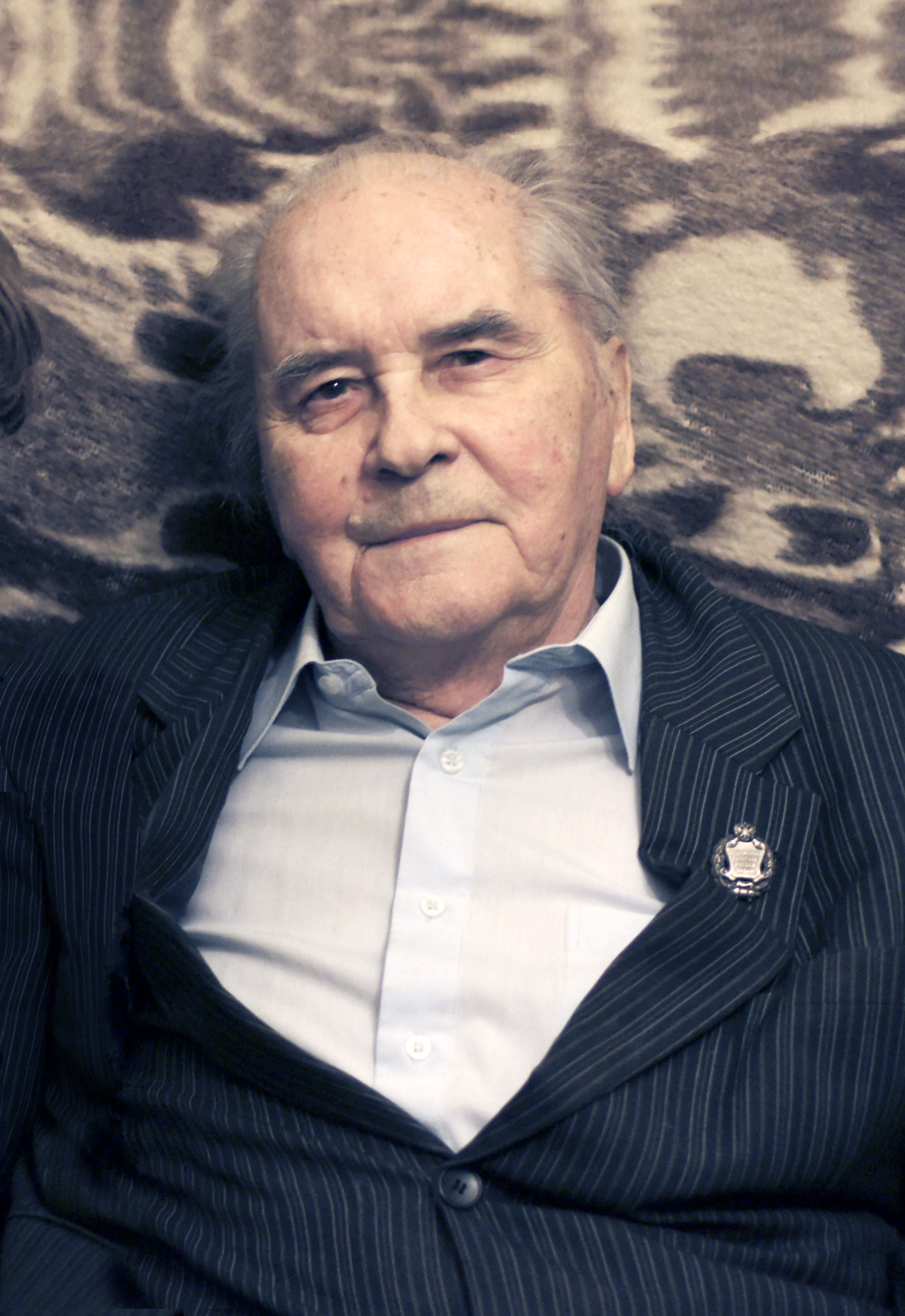
Вячеслав Алфёров

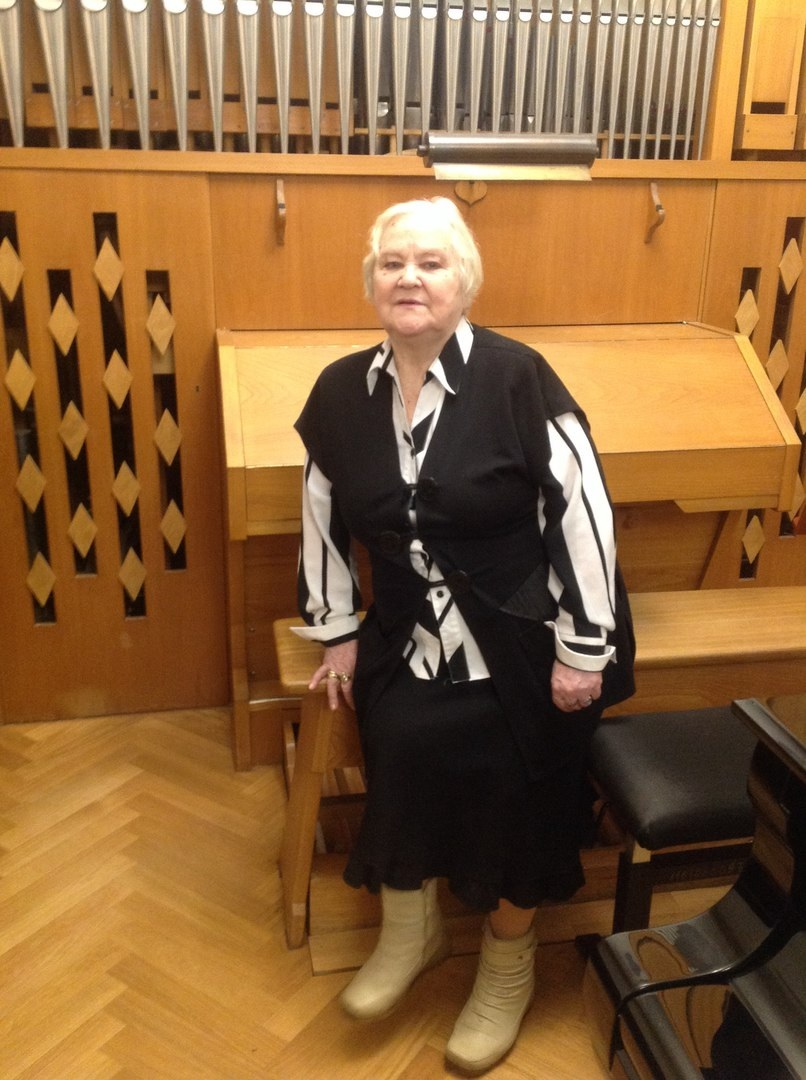
Алла Васильева

- Алфёров, Вячеслав Петрович (87) — советский и российский педиатр, доктор медицинских наук, профессор, ректор Ленинградского педиатрического медицинского института (1984—1991)[172].
- Васильева, Алла Евгеньевна (84) — советская и российская виолончелистка, гамбистка, дирижёр, педагог и писательница, народная артистка Российской Федерации (1994)[173].
- Декснис, Таливалдис (71) — советский и латвийский органист[174].
- Макдональд, Майк (63) — канадский актёр[175].
- Малер, Зденек (89) — чешский писатель и сценарист[176][177].
- Михалёв, Павел Филиппович (87) — советский и российский журналист-международник, спортивный журналист[178].
- Петров, Валентин Павлович (93) — советский и российский военный хирург, главный хирург в 3-м Центральном военно-клиническом госпитале имени А. А. Вишневского, профессор, Заслуженный деятель науки РФ[179].
- Полис, Грег (67) — канадский хоккеист, («Питтсбург Пингвинз», «Сент-Луис Блюз», «Нью-Йорк Рейнджерс», «Вашингтон Кэпиталз»)[180].
- Уильямс, Сэмми (69) — американский актёр[181].
- Уиттом, Дэвид (39) — канадский боксёр[182].
- Фан Ван Кхай (84) — вьетнамский государственный деятель, премьер-министр Вьетнама (1997—2006)[183].
- Фонтанель, Женевьев (81) — французская актриса[184].
- Цимерман, Александр Эдуардович (64) — российский тренер по спортивной гимнастике, заслуженный тренер России, Заслуженный работник физической культуры Российской Федерации[185].
- Эдвардс, Николас (84) — британский государственный деятель, министр по делам Уэльса (1979—1987)[186].

## 16 марта

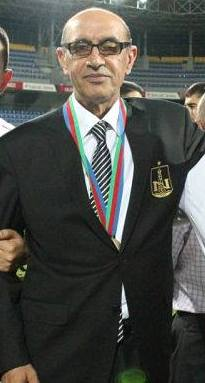
Беюкага Гаджиев

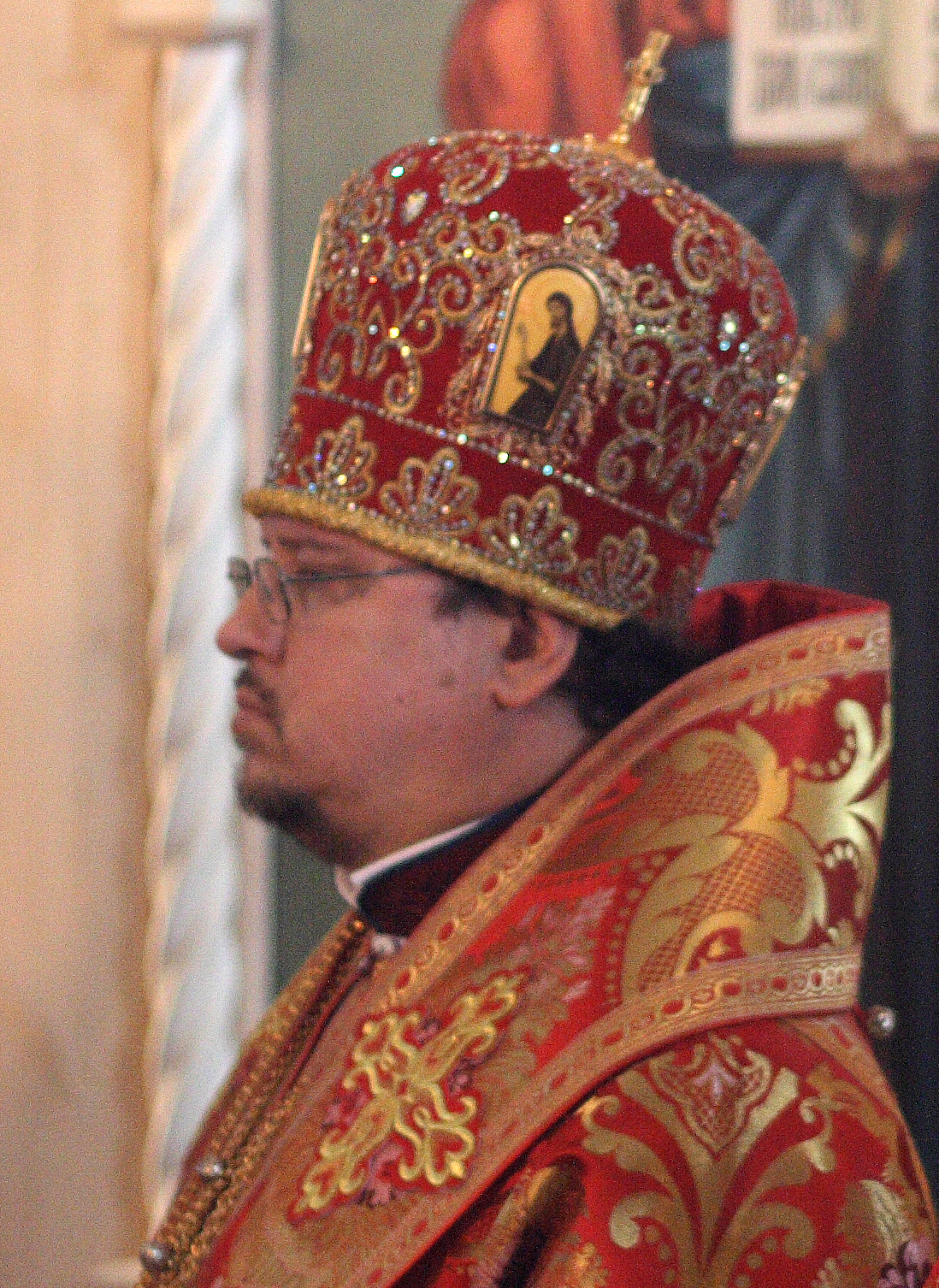
Иларий (Шишковский)

- Гаджиев, Беюкага Талат оглы (59) — советский футболист, азербайджанский тренер[187].
- Гонда, Лесли (98) — американский бизнесмен, один из основателей и собственников International Lease Finance Corporation[188].
- Иларий (Шишковский) (48) — архиерей Украинской Православной Церкви (Московского Патриархата), архиепископ Макаровский, викарий Киевской епархии[189].
- Квеч, Отомар (67) — чешский композитор[190].
- Матос, Милан (68) — кубинский легкоатлет и тренер[191].
- Ороско, Эсекиэль (29) — мексиканский футболист[192].
- Павловский, Александр Ильич (70) — советский, украинский и российский актёр, кинорежиссёр, сценарист[193].
- Раков, Алексей Иванович (92) — российский учёный в области судостроения, доктор технических наук, профессор[194].
- Уилсон, Раймонд[англ.] (89) — американский астрофизик, разработчик концепции активной оптики, лауреат Премии Кавли (2010)[195].
- Фридман, Рассел (88) — американский писатель[196].
- Яновский, Чарлз (92) — американский генетик, лауреат Премии Альберта Ласкера за фундаментальные медицинские исследования (1971), Премии Луизы Гросс Хорвиц (1976), Международной премии Гайрднера (1985)[197].

## 15 марта

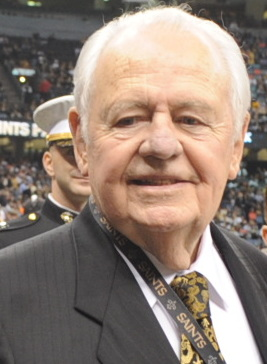
Том Бенсон

- Батор, Фрэнсис (92) — венгерский и американский экономист[198].
- Бенсон, Том (90) — американский спортивный менеджер, владелец клуба «Нью-Орлеан Пеликанс»[199].
- Верхейден, Бернард (79) — бельгийский актёр[200].
- Гэри, Карлтон (67) — американский серийный убийца; казнен.
- Гроссман, Роберт (78) — американский художник-карикатурист[201].
- Дитрих, Эрвин (87) — швейцарский продюсер, сценарист и режиссёр[202][203].
- Иванов, Юрий Германович (72) — советский и российский атомный физик[204].
- Квонг, Ларри (94) — канадский хоккеист («Нью-Йорк Рейнджерс»)[205].
- Кузнецова, Ольга (?) — украинская театральная актриса, артистка Николаевского академического театра драмы и музыкальной комедии, заслуженная артистка Украины[206].
- Лалаков, Геннадий Сергеевич (69) — советский и российский футбольный тренер («Иртыш», Омск)[207].
- Ларский, Николай Петрович (81) — советский и российский художник, заслуженный художник Российской Федерации (2007)[208].
- Лин Юнь (100) — китайский государственный деятель, первый министр государственной безопасности КНР (1983—1985)[209].
- Мамутов, Валентин Карлович (90) — советский и украинский правовед, доктор юридических наук, профессор, академик НАН Украины (1988)[210].
- Обервинклер, Франц (78) — немецкий миколог[211].
- Саях, Мохамед[араб.] (84) — тунисский государственный деятель, министр[212].
- Хансен, Йорген (74) — датский боксёр[213].
- Цурганов, Юрий Станиславович (47) — российский историк[214].

## 14 марта

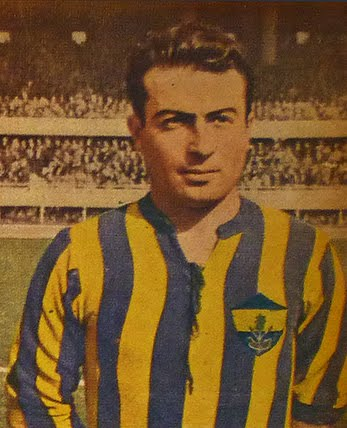
Халит Дерингёр

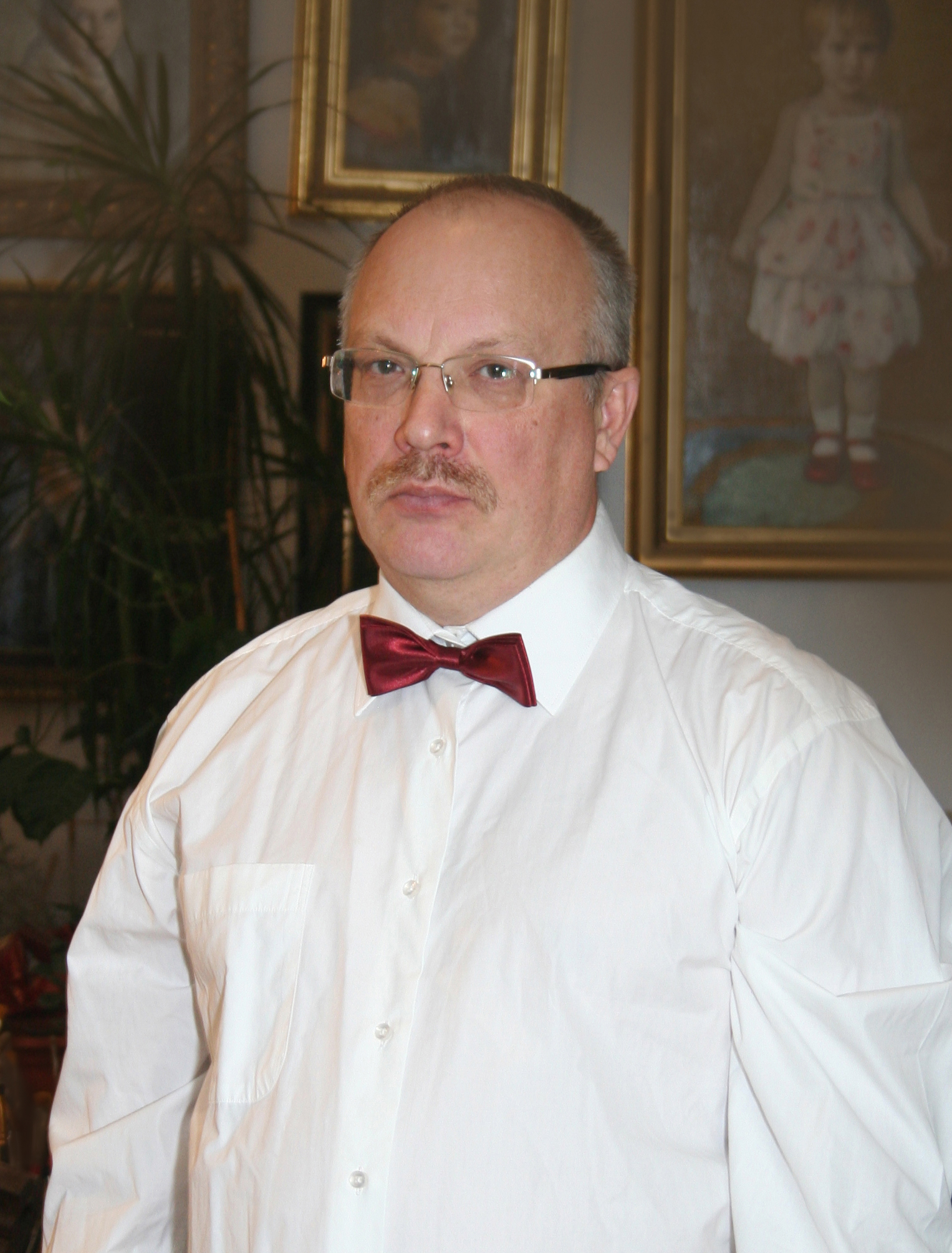
Александр Кравчук

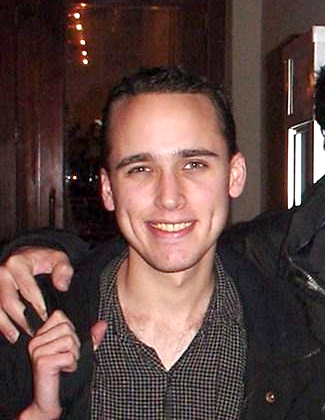
Адриан Ламо

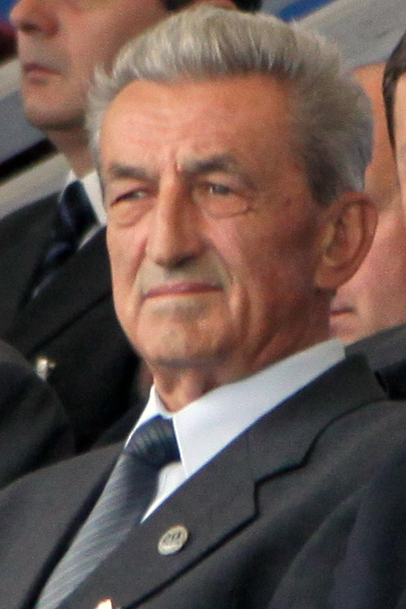
Петар Стипетич

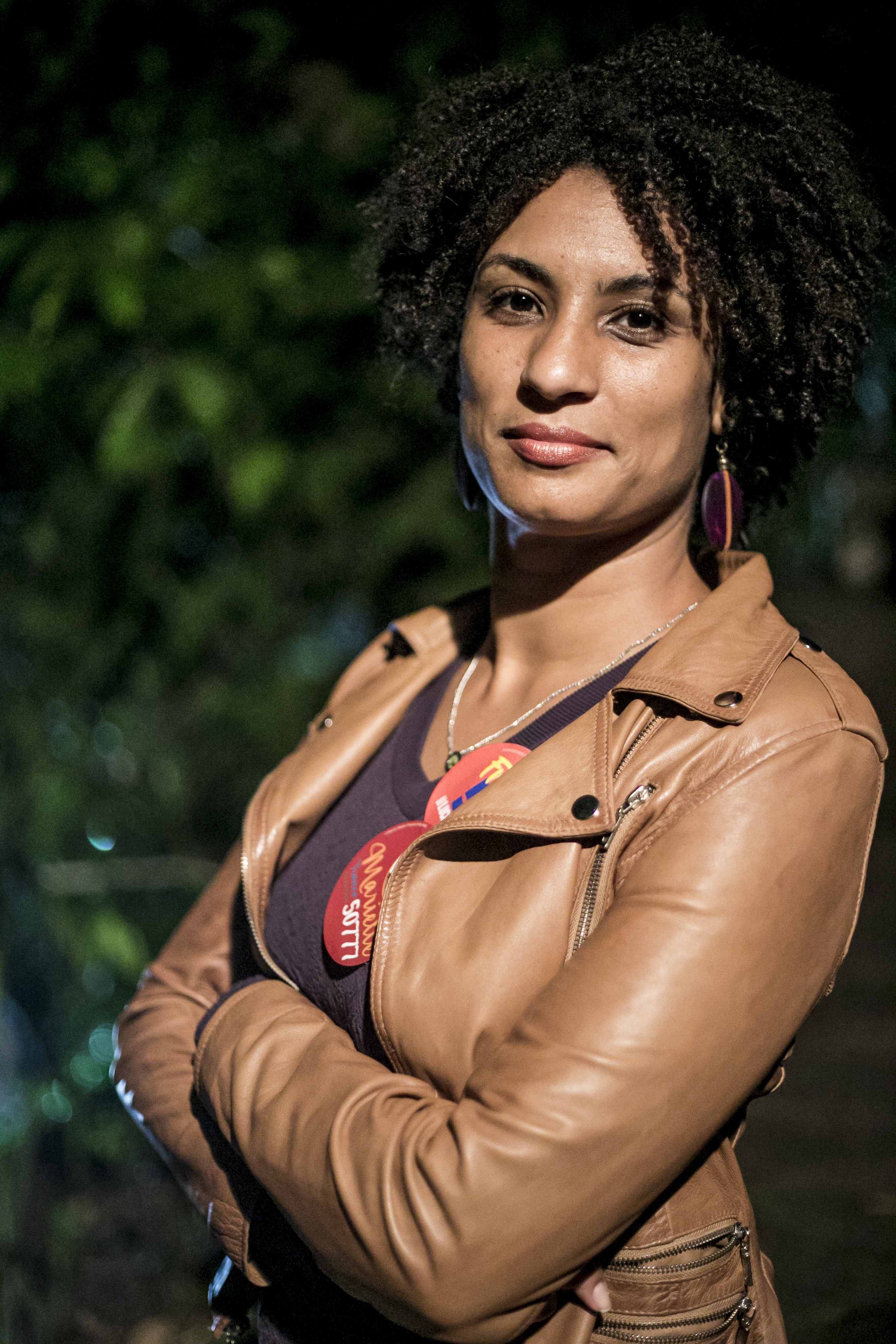
Мариэль Франку

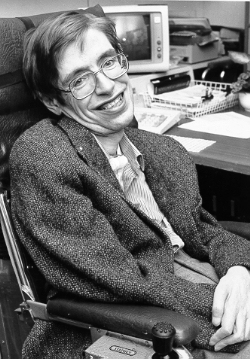
Стивен Хокинг

- Баум, Владимир Александрович (95) — советский белорусский работник сельского хозяйства, Герой Социалистического Труда (1966), участник Великой Отечественной войны[215].
- Боуэн, Джим (80) — британский актёр-комик и телеведущий[216].
- Гальван, Рубен (65) — аргентинский футболист, победитель чемпионата мира в Аргентине (1978)[217].
- Дерингёр, Халит (95) — турецкий футболист и футбольный тренер, участник летних Олимпийских игр (1948)[218].
- Джиха, Нарендра (55) — индийский киноактёр[219].
- Диси, Эмилио (74) — аргентинский актёр[220].
- Керульф-Шмидт, Палле (86) — датский режиссёр и сценарист[221].
- Кравчук, Александр Михайлович (61) — российский художник[222].
- Кросби, Альфред (87) — американский историк[223].
- Ламо, Адриан (37) — американский хакер[224].
- Медведев, Никита Всеволодович (67) — советский и российский художник, заслуженный художник Российской Федерации (2003), член-корреспондент РАХ (2009)[225].
- О’Флинн, Лиам[англ.] (72) — ирландский музыкант[226].
- Пижуан (75) — пуэрто-риканский пианист[227].
- Ставицкий, Владимир Николаевич (60) — советский и украинский актёр Киевского ТЮЗА на Липках (1979—1994) и кино .
- Стипетич, Петар (80) — югославский и хорватский военачальник, генерал-полковник, начальник генерального штаба Армии Хорватии (2000—2002)[228].
- Уайман, Дэвид (89) — американский историк[229].
- Франку, Мариэль (38) — бразильская правозащитница, социолог, политическая деятельница, феминистка и социалистка; убийство[230].
- Хокинг, Стивен (76) — английский физик-теоретик и популяризатор науки[231].
- Юров, Игорь Олегович (50) — российский оператор-постановщик документального кино и ТВ[232].

## 13 марта

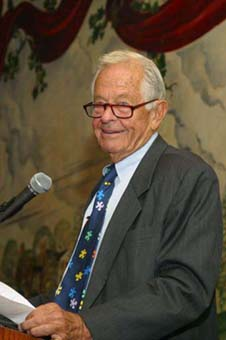
Томас Бразелтон

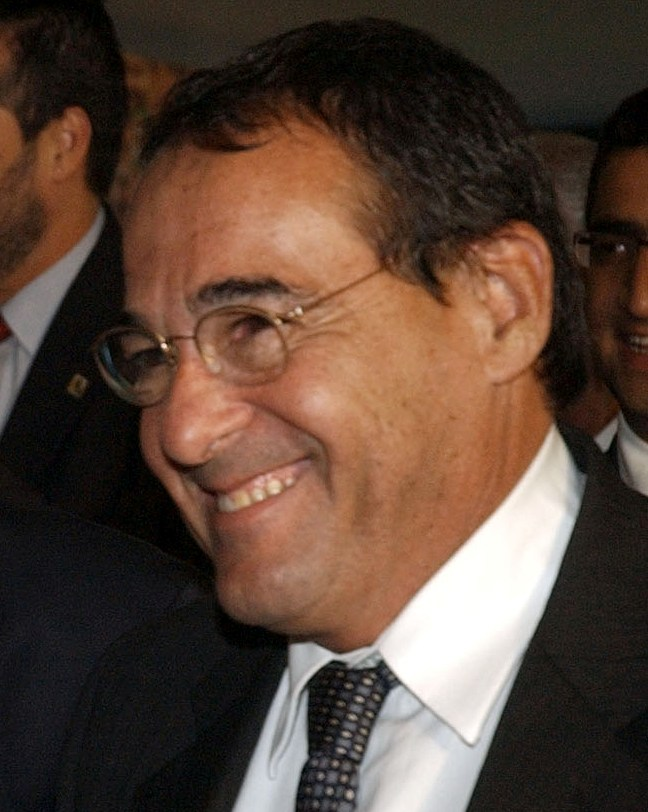
Бебету Ди Фрейтас

- Беггио, Ивано (73) — итальянский бизнесмен, владелец и президент Aprilia[233].
- Бразелтон, Томас Берри (99) — американский педиатр, разработчик шкалы оценки поведения новорожденных[234].
- Виснер, Джимми (86) — американский пианист[235].
- Ди Фрейтас, Бебету (68) — тренер олимпийской сборной Бразилии по волейболу[236].
- Дэвис, Филипп Дж.[англ.] (95) — американский математик, лауреат премии Шовене (1963)[237].
- Квинихидзе, Леонид Александрович (80) — советский и российский кинорежиссёр, заслуженный деятель искусств Российской Федерации (1993)[238].
- Козлов, Владимир Викторович (61) — советский футболист, выступавший на позиции нападающего. Лучший бомбардир в истории клуба «СКА-Хабаровск»[239].
- Косинский, Андрей Станиславович (88) — советский и российский архитектор, участник восстановления Ташкента после землетрясения 1966 года[240].
- Насралла, Эмили (86) — ливанская писательница, лауреат медали Гёте (2017)[241].
- Нильссон, Йетс (69) — шведский политический деятель, депутат Европейского парламента (c 2009)[242].
- Паркс, Джон Леонард (90) — американский баскетболист, серебряный призёр чемпионата мира (1950)[243].
- Уильямс, Генри (46) — американский баскетболист, бронзовый призёр чемпионата мира по баскетболу в Аргентине (1990)[244].
- Фонтейн, Клаудиа (57) — британская певица[245].

## 12 марта

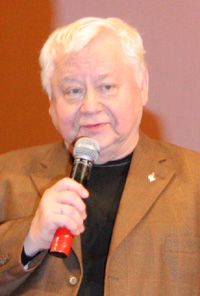
Олег Табаков

- Вальдман, Ральф (51) — немецкий мотогонщик[246].
- Вилсон, Олли[англ.] (80) — американский композитор[247].
- Гавалов, Сергей Михайлович (93) — советский и российский педиатр, член-корреспондент РАМН (1994—2014), член-корреспондент РАН (с 2014), заслуженный деятель науки Российской Федерации (1998)[248]
- Германссон, Сверрир (88) — исландский бизнесмен и государственный деятель, министр промышленности (1983—1985), министр образования (1985—1987)[249].
- Глушков, Николай Алексеевич (69) — российский бизнесмен, заместитель директора Аэрофлота (1996—1999)[250].
- Граф, Олег Николаевич (49) — российский киноактёр[251].
- Диков, Сергей Алексеевич (92) — советский военачальник, заместитель начальника Генерального штаба Вооруженных сил СССР (1986—1989), генерал-полковник в отставке[252].
- Дьяченко, Александр Александрович (67) — советский и российский волейболист и тренер по волейболу, мастер спорта СССР[253].
- Дэвис, Айвен (86) — американский пианист[254].
- Квинтана, Чарли (56) — американский музыкант (Social Distortion)[255].
- Киселёв, Яков Митрофанович (92) — участник Великой Отечественной войны, Герой Советского Союза (1944)[256].
- Мак, Крейг (47) — американский рэпер[257].
- Манг, Рудольф (67) — западногерманский тяжелоатлет, серебряный призёр летних Олимпийских игр в Мюнхене (1972)[258].
- Марьяшев, Алексей Николаевич (85) — советский и казахстанский археолог и писатель[259].
- Москалевич, Леонард Викторович (81) — советский и белорусский архитектор, заслуженный архитектор Белорусской ССР (1985)[260].
- Плотников, Юрий Борисович (67) — тренер сборной Российской Федерации по тяжёлой атлетике, заслуженный тренер России[261].
- Симарданис, Кристос — греческий актёр[262].
- Табаков, Олег Павлович (82) — советский и российский актёр и режиссёр театра и кино, педагог, художественный руководитель и директор МХТ имени А. П. Чехова (с 2000 года), народный артист СССР (1988), лауреат Государственных премий СССР (1967) и России (1997), полный кавалер ордена «За заслуги перед Отечеством»[263].
- Терещенко, Олесь Владимирович (43) — украинский телеведущий, заслуженный журналист Украины (2005)[264].
- Терон, Уильям (85) — канадский предприниматель, основатель Канаты[265].
- Флэк, Кен (54) — американский профессиональный теннисист, чемпион летних Олимпийских игр в Сеуле (1988)[266].
- Эдвардс, Ноки (82) — американский музыкант, гитарист группы The Ventures[267].

## 11 марта

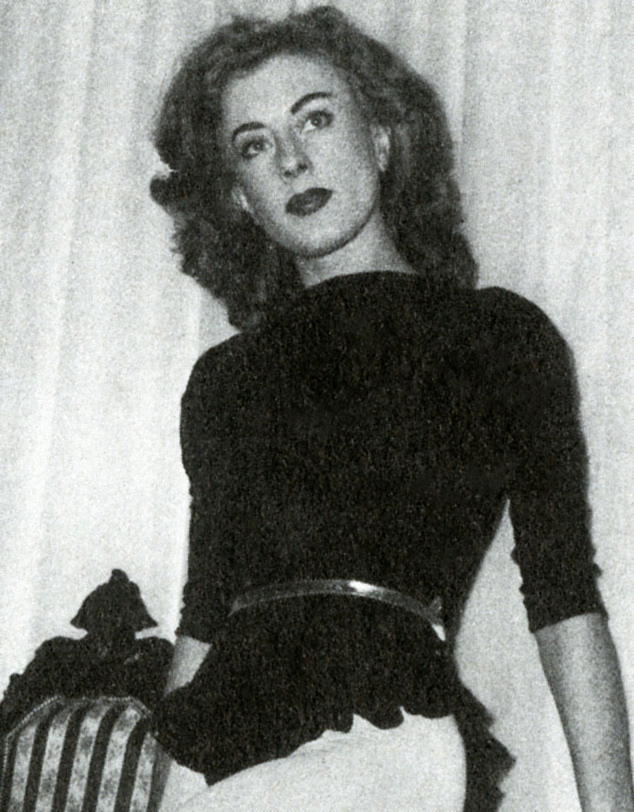
Альба Арнова

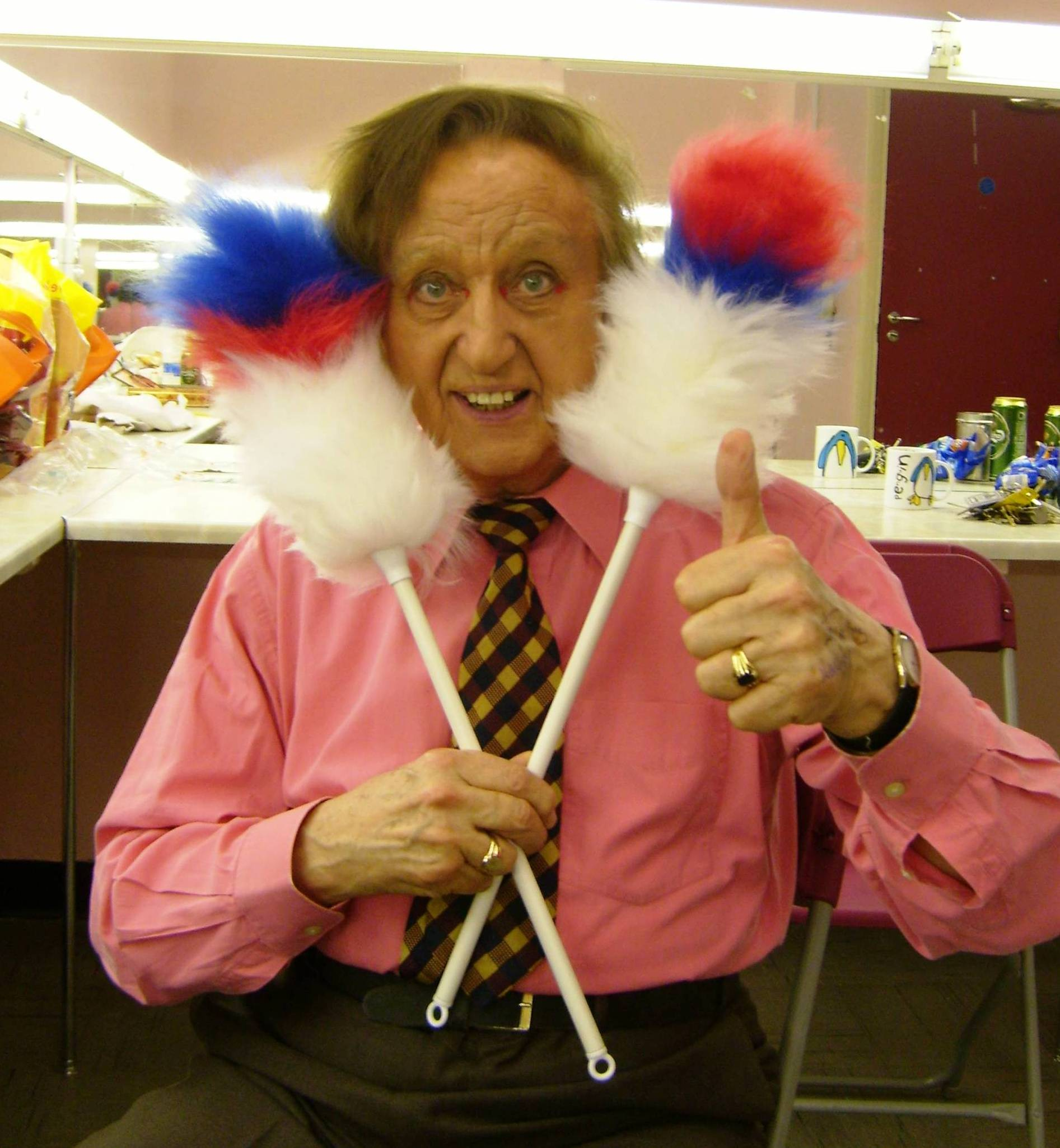
Кен Додд

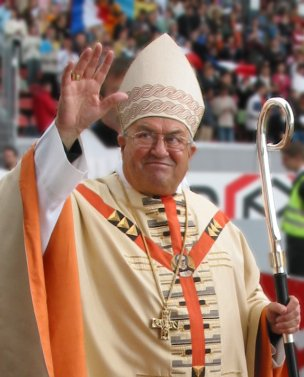
Карл Леманн

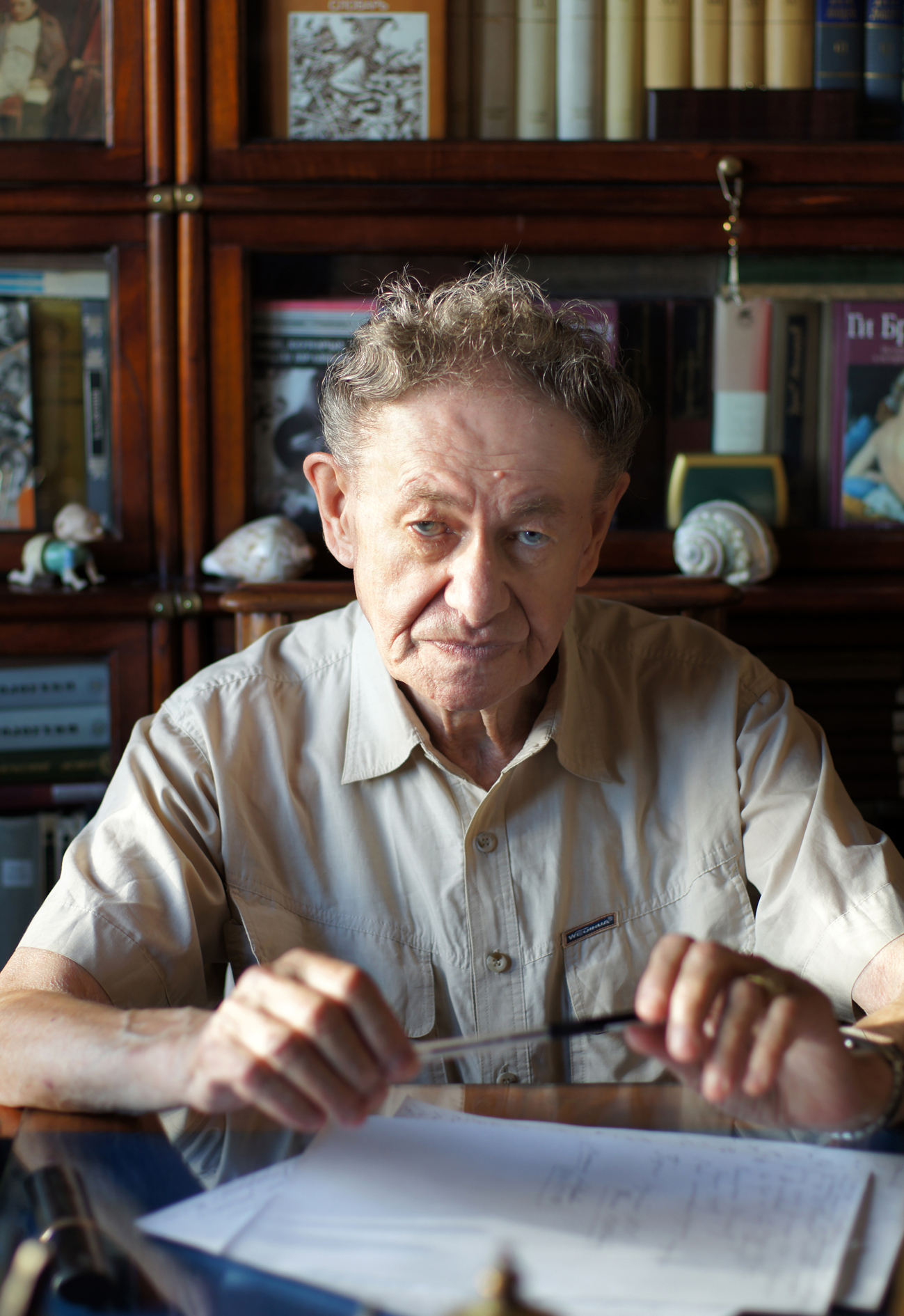
Александр Хазанов

- Арифов, Ленур Ягъя (79) — советский и российский учёный, государственный деятель, заместитель председателя Совета Министров Автономной Республики Крым (1997—1998), доктор физико-математических наук, профессор кафедры теоретической физики Крымского федерального университета имени В. И. Вернадского[268].
- Арнова, Альба (87) — итальянская балерина и киноактриса[269].
- Бименьимана, Жан Дамасен (64) — руандийский католический прелат, епископ Чьянгугу (с 1997 года)[270].
- Вегетти, Марио (81) — итальянский историк философии[254].
- Винтер, Ханс (90) — нидерландский футболист[271].
- Додд, Кен (90) — британский актёр-комик[272].
- Донован, Пэдди (81) — новозеландский боксёр, двукратный бронзовый призёр Игр Содружества (1958, 1962)[273].
- Зиязетдинов, Рим Саляхович (64) — советский и российский актёр, народный артист Республики Башкортостан[274].
- Коррада дель Рио, Бальтасар (82) — пуэрто-риканский государственный деятель, государственный секретарь (1993—1995)[275].
- Леманн, Карл (81) — немецкий кардинал, епископ Майнца (1983—2016)[276].
- Ломбарди, Даниэле (71) — итальянский пианист и композитор[277].
- Павловская, Людмила Борисовна (80) — советский и российский тренер по конькобежному спорту, Заслуженный тренер РСФСР (1989)[278][279]
- Раух, Зигфрид (85) — германский киноактёр; несчастный случай[280].
- Розенблюм, Мэри (65) — американская писательница[281].
- Федку, Елена Александровна (64) — молдавский музыкальный режиссёр, директор Кишинёвской государственной филармонии имени С. Лункевича, народная артистка Республики Молдова, маэстру ын Артэ[282].
- Хазанов, Александр Ильич (87) — советский и российский педиатр; один из первых отечественных неонатологов[283].
- Хворостяной, Сергей Григорьевич (91) — советский и российский театральный актёр, солист Омского государственного музыкального театра[284].

## 10 марта

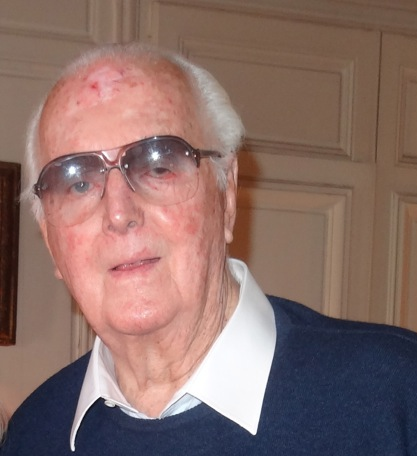
Юбер де Живанши

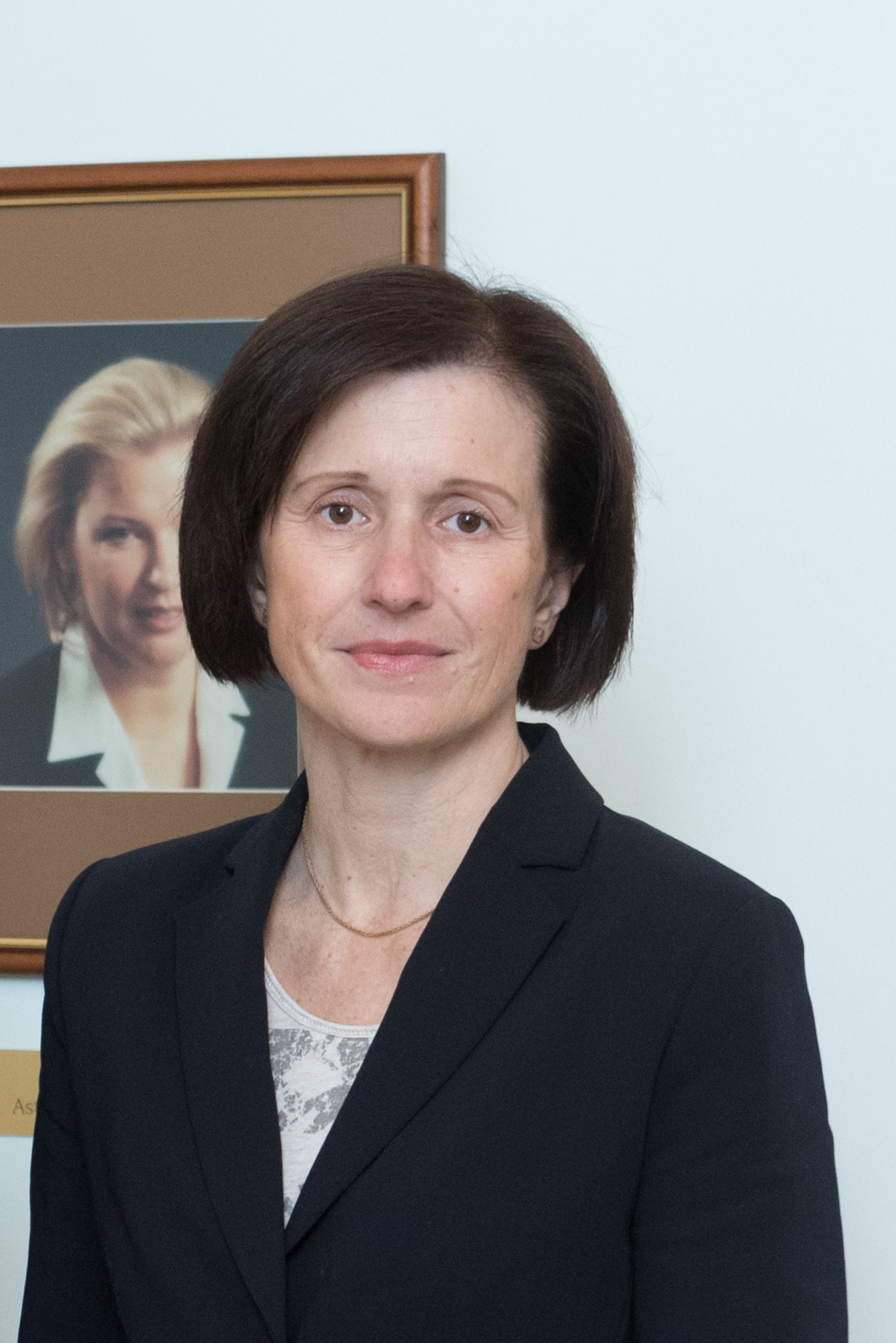
Илзе Цируле

- Автван (Автян), Левон (51) — иранский киноактёр[285].
- Гершман, Майкл[англ.] (73) — американский оператор и режиссёр[286].
- Голубовская, Валентина Степановна (79) — советский и украинский искусствовед и публицист[287].
- Живанши, Юбер де (91) — французский модельер[288].
- Контуа, Шон (33) — американский актёр; несчастный случай[289].
- Коффлер, Генри (95) — американский микробиолог, деятель образования и художник, президент Аризонского университета (1982—1991)[290].
- Кравченко, Галина Анатольевна (73) — советский балетный педагог, солистка Большого театра (1964—1985), вдова Александра Богатырева[291].
- Лихожон, Сергей Васильевич (48) — российский тренер по кикбоксингу, заслуженный тренер России (2013)[292].
- Махмуд, Саба (56) — американский антрополог[293].
- Мулкернс, Валь[англ.] (93) — ирландская писательница[294].
- Охлупина, Галина Фёдоровна (77) — советский и российский архитектор[295].
- Проскурин, Алексей Петрович (57) — российский журналист, сын писателя Петра Проскурина[296].
- Рейно, Мишель (79) — французский математик, лауреат Премии Коула (1995) за доказательство гипотезы Абханкара[англ.][297].
- Репенко, Владимир Григорьевич (82) — советский и украинский актёр, артист Полтавского музыкально-драматического театра имени Н. В. Гоголя, заслуженный артист Украины[298].
- Салех Мичика, Абубакар[англ.] (77) — нигерийский государственный деятель, первый губернатор штата Адамава (1992—1993)[299].
- Соболь, Эдуард Григорьевич — российский хореограф, главный балетмейстер Тюменского большого драматического театра[300].
- Столяров, Вячеслав Александрович (74) — советский и российский тренер по боксу, заслуженный тренер СССР[301].
- Цируле, Илзе (53) — латвийский государственный деятель, генеральный директор Службы государственных доходов Латвии (с 2016 года)[302].
- Ян, Бого (74) — югославский хоккеист[303].

## 9 марта

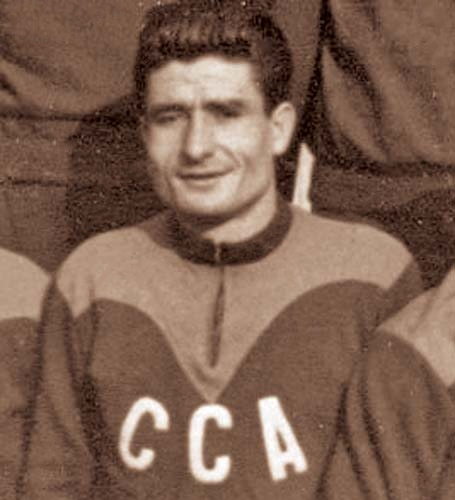
Ион Войнеску

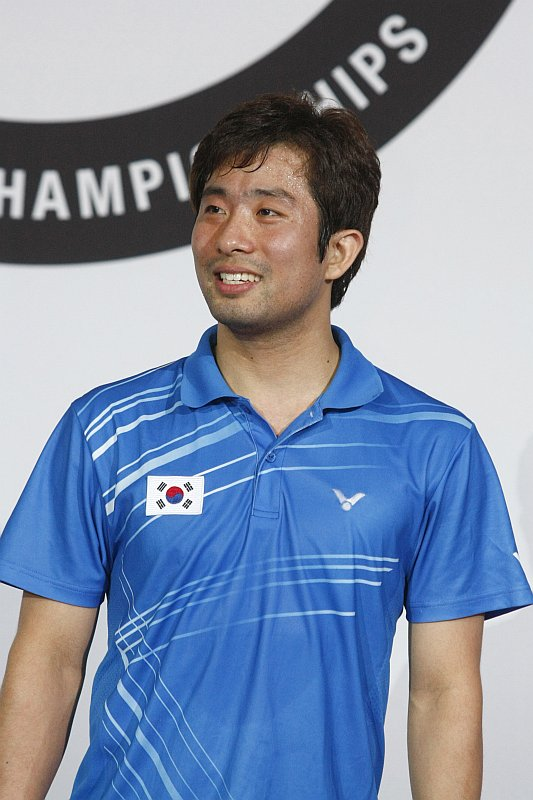
Чон Чжэ Сон

- Ирина Боссини (47) — российская оперная певица, драматическое сопрано. Лауреат международных конкурсов (Бильбао 1998; Брно,2004)[304].
- Величко, Валентин Владимирович (73) — советский и белорусский партийный и государственный деятель, дипломат, Чрезвычайный и Полномочный Посол Республики Беларусь в Латвии (1993—1997) и на Украине (2001—2016)[305].
- Войнеску, Ион (88) — румынский футболист, голкипер «Стяуа» и национальной сборной[306].
- Галиуллин, Анас Сагидуллович (77) — советский, российский татарский театральный актёр, выступавший на сцене Татарского театра драмы и комедии имени Карима Тинчурина, народный артист Татарстана[307].
- Герасимов, Владимир Дмитриевич (28) — российский футболист; ДТП[308].
- Грёнинг, Оскар (96) — немецкий бухгалтер, унтершарфюрер СС, служивший в концентрационном лагере Аушвиц[309].
- Жданов, Александр Георгиевич (85) — советский и молдавский партийный и государственный деятель, народный депутат СССР (1989—1991)[310].
- Перцев, Геннадий Константинович (71) — советский и российский театральный деятель, директор Красноярского театра музыкальной комедии, заслуженный работник культуры Российской Федерации[311].
- Синнер, Джордж Альберт (89) — американский политик, губернатор Северной Дакоты (1985—1992)[312].
- Ходадоуст, Али Астар (82) — иранский глазной хирург, открыватель линии Хададоуста[313].
- Чернов, Пётр Константинович (74) — советский и российский гребец, тренер по академической гребле, заслуженный тренер СССР[314].
- Чо Мин-ги (52) — южнокорейский актёр[315].
- Чон Чжэ Сон (35) — южнокорейский бадминтонист, бронзовый призёр летних Олимпийских игр в Лондоне (2012)[316].

## 8 марта

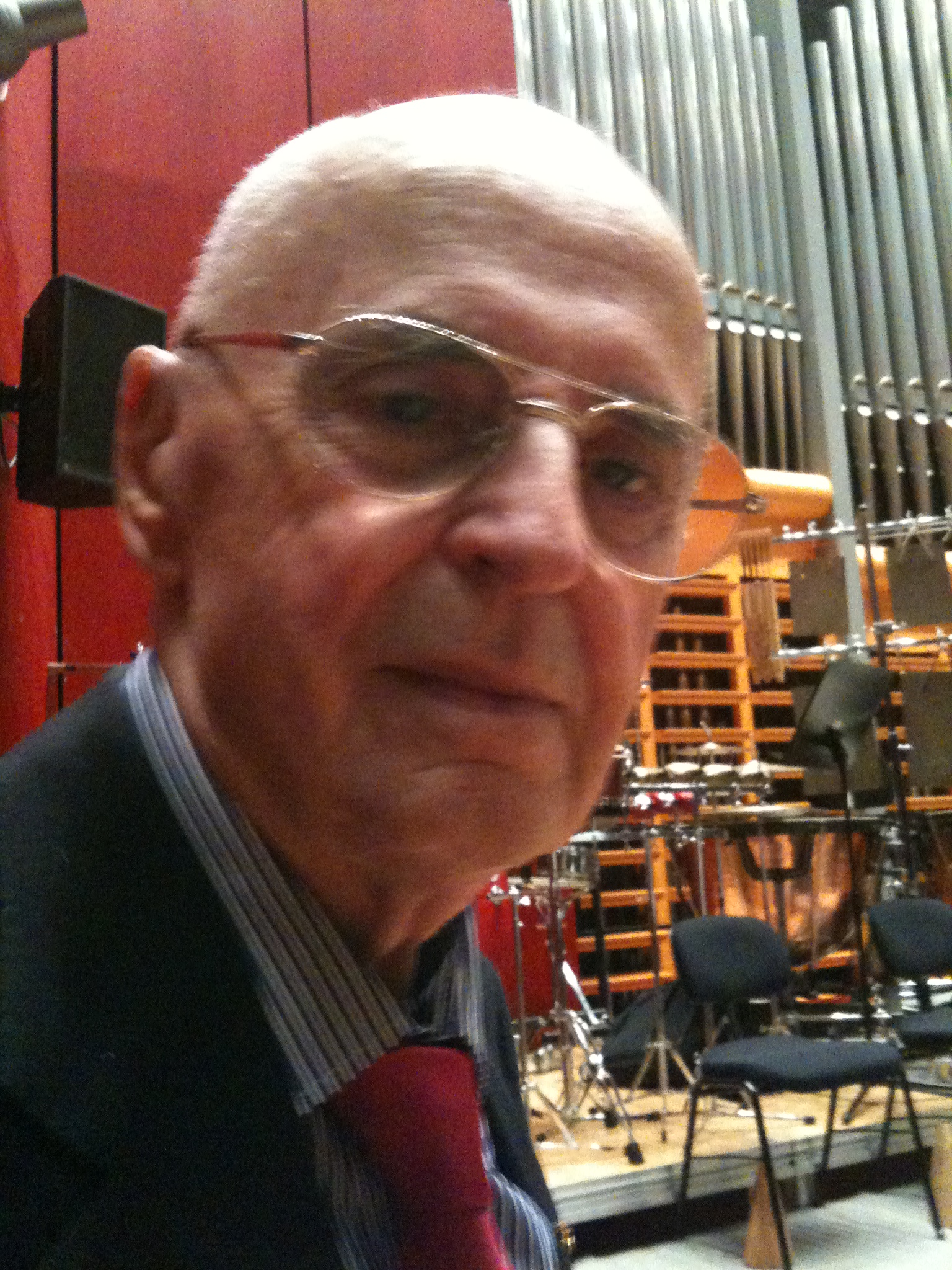
Милко Келемен

- Бернардо, Бернардо (73) — филиппинский актёр[317].
- Вест, Того Д. (75) — американский государственный деятель, министр армии США (1993—1998), министр по делам ветеранов (1998—2000)[318].
- Видович, Альбин (75) — югославский гандболист, чемпион летних Олимпийских игр в Мюнхене (1972)[319].
- Вильгельм, Кейт (89) — американская писательница, лауреат премий «Небьюла» (1968, 1987), «Хьюго» (1977, 2006), «Локус» (1977, 2006)[320].
- Гудима, Константин Кириллович (75) — советский, российский и молдавский физик-теоретик[321].
- Жоливе, Жан (93) — французский философ[322].
- Келемен, Милко (93) — югославский и хорватский композитор[323].
- Крупский, Ян (93) — польский альпинист, скалолаз, горный спасатель[324].
- Лайонс, Пирс (73) — американский бизнесмен, основатель компании Alltech[325].
- Подервянский, Павел Павлович (86) — советский и российский режиссёр, главный режиссёр и руководитель Театра драматических импровизаций в Санкт-Петербурге[326].
- Роменец, Владимир Андреевич (91) — советский и российский ученый, автор процесса Ромелт. Доктор технических наук (1968), профессор (1969)[327].
- Темпл, Питер[англ.] (71) — австралийский писатель[328].
- Харрис, Уилсон (96) — гайанский писатель и поэт[329].
- Язган, Эрджан (72) — турецкий актёр[330].

## 7 марта

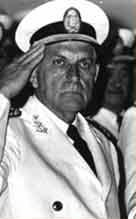
Рейнальдо Биньоне

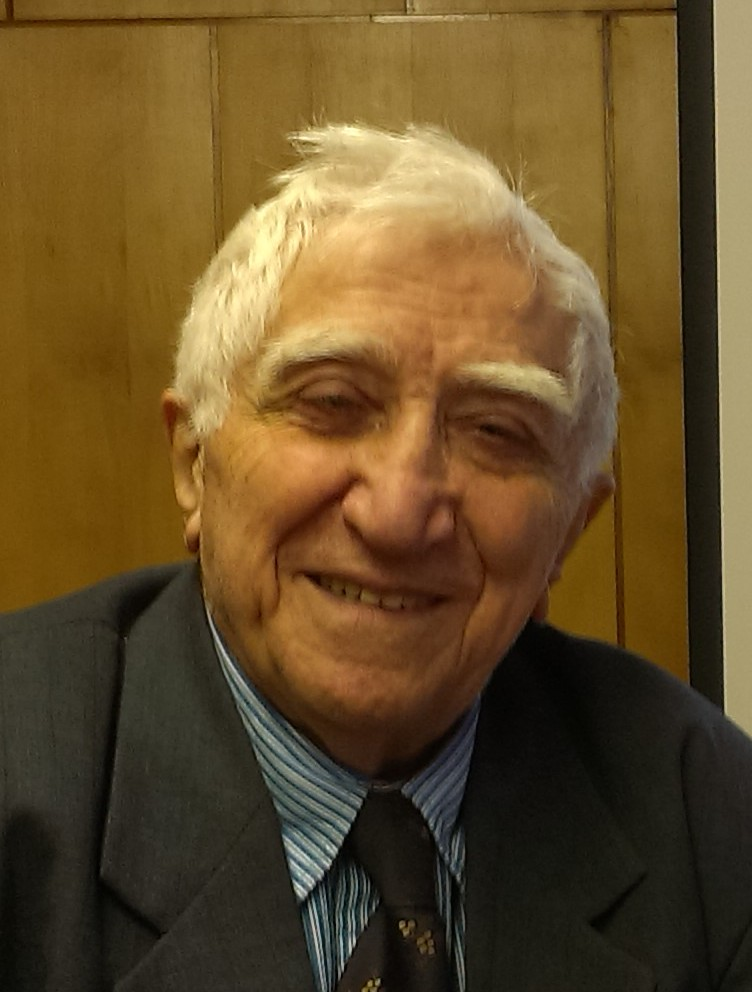
Анри Рухадзе

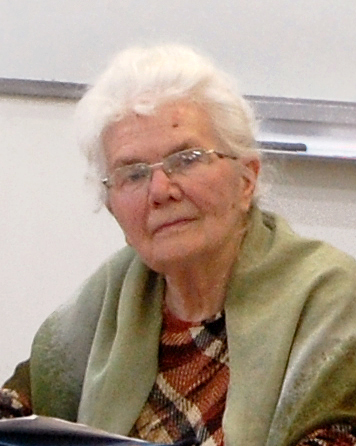
Галина Самосюк

- Абат, Фортунато (92) — филиппинский политик и военный деятель, генерал армии, министр национальной безопасности Филиппин (1997—1998)[331].
- Аджиев, Мурад Эскендерович (73) — советский и российский писатель, публицист, автор серии популярных книг в жанре фолк-хистори[332].
- Бёрден, Гэри (84) — американский художник, один из «пионеров» концепции обложки музыкального альбома, лауреат премии «Грэмми» (2010)[333].
- Биньоне, Рейнальдо (90) — аргентинский военный и государственный деятель, генерал, самоназначенный президент Аргентины (1982—1983)[334].
- Гольштейн, Евгений Григорьевич (86) — советский и российский математик и экономист, доктор физико-математических наук (1967), профессор (1968), заслуженный деятель науки Российской Федерации[335].
- Капустянский, Виталий Михайлович (77) — советский футболист, игрок команды «Пахтакор»[336].
- Милиан, Ежи (82) — польский музыкант и композитор[337].
- Мина, Ханна (93) — сирийский писатель, публицист, член Лиги арабских писателей[338].
- Молинью, Джон (87) — английский футболист, выступавший в составе клуба «Ливерпуль» (1955—1962)[339].
- Пушкаренко, Алексей Илларионович (70) — советский и российский контрразведчик, генерал-лейтенант[340].
- Рухадзе, Анри Амвросьевич (87) — советский и российский физик, доктор физико-математических наук[341].
- Самосюк, Галина Фёдоровна (86) — советский и российский литературовед, кандидат филологических наук, доцент СГУ им. Н. Г. Чернышевского[342].
- Сидорова, Светлана Ивановна (78) — советская и российская балерина, народная артистка РСФСР (1970)[343].
- Тон, Чарльз (94) — американский государственный деятель, губернатор Небраски (1979—1983)[344].
- Хао Байлин (83) — китайский физик, академик Китайской академии наук[345] Архивная копия от 8 марта 2018 на Wayback Machine.

## 6 марта

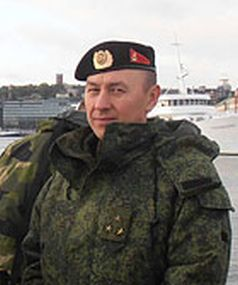
Владимир Еремеев

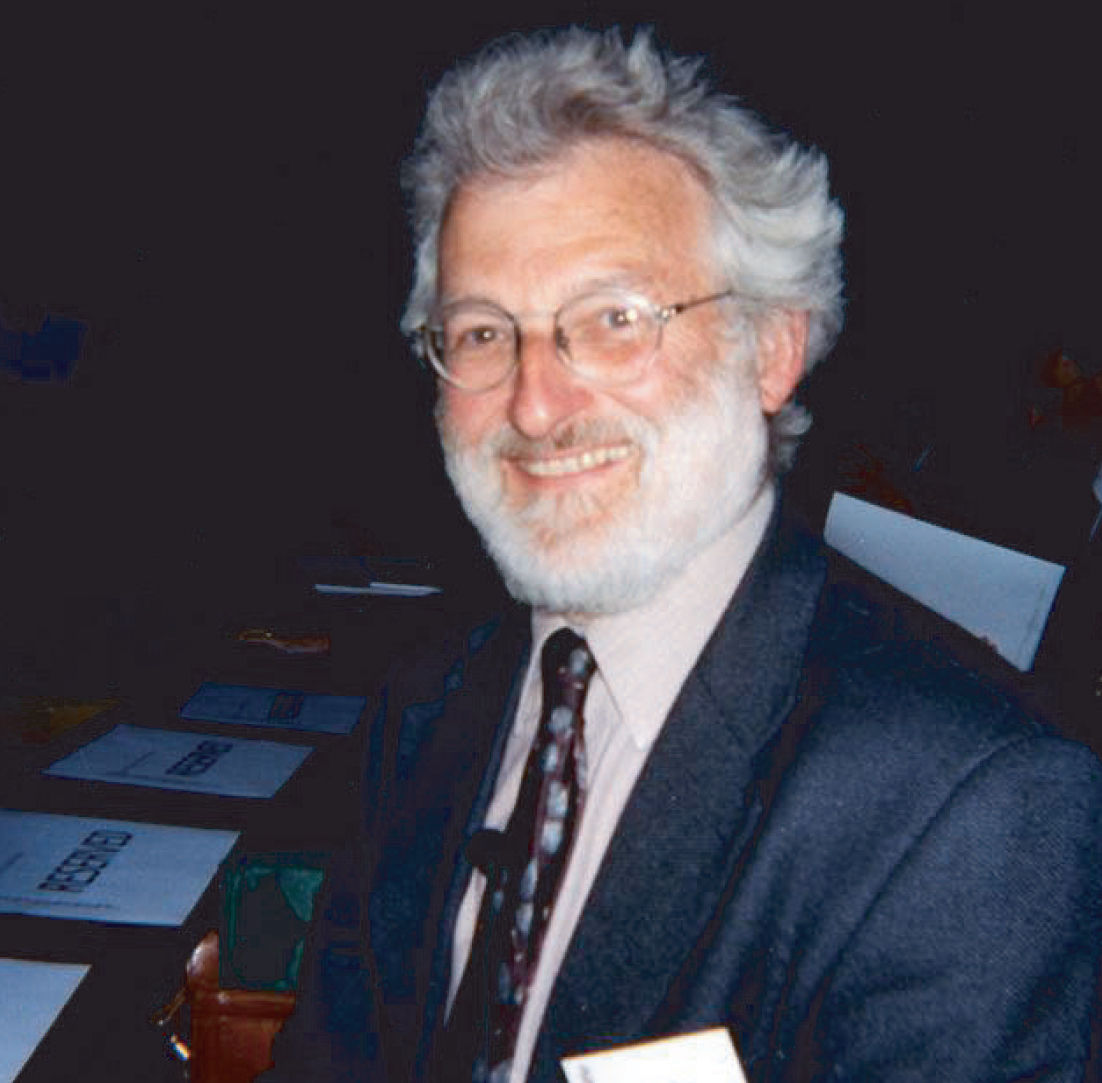
Джон Салстон

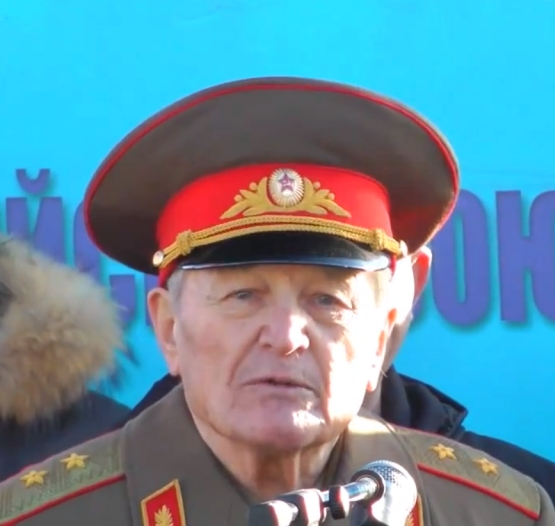
Михаил Титов

- Баттерворф, Донна (62) — американская актриса[346].
- Брок-Бройдо, Люси (61) — американская поэтесса[347].
- Гришко, Татьяна Александровна (61) — белорусская спортсменка-паралимпиец по стрельбе из лука, чемпионка Летних Паралимпийских игр 1992 года в Барселоне[348].
- Дарга, Мухибе (96) — турецкий археолог, филолог, хеттолог[349].
- Джангишерашвили, Отар Иванович (74) — советский и российский режиссёр, народный артист Российской Федерации (1993)[350].
- Дома, Алию (75) — нигерийский государственный деятель, губернатор штата Насарава (2007—2011)[351].
- Еремеев, Владимир Вениаминович (53) — российский военачальник, командующий 27-й отдельной гвардейской мотострелковой бригадой, генерал-майор; погиб при крушении самолёта Ан-26 в Сирии[352].
- Зуб, Виталий Никитович (89) — советский и украинский тренер по футболу, заслуженный работник физической культуры и спорта Украины, мастер спорта СССР[353].
- Кашевник, Борис Лазаревич (89) — советский и российский альпинист, мастер спорта СССР[354].
- Николаев, Николай (76) — болгарский артист цирка, отец художника Стефана Николаева[355].
- Николс, Питер (78) — американский литературовед и критик, создатель и соредактор The Encyclopedia of Science Fiction[356].
- Новаро Пеньялоса, Октавио (78) — перуанский физик, лауреат премии ЮНЕСКО в области науки (1993)[357].
- Раи, Индра Бахадур (91) — непальский писатель[358].
- Салстон, Джон (75) — британский биолог, лауреат Нобелевской премии по физиологии или медицине (2002)[359].
- Схаплок, Гучипс Юсупович (75) — советский и российский адыгейский учёный-фольклорист[360].
- Титов, Михаил Георгиевич (96) — советский военачальник, генерал-лейтенант, участник Великой Отечественной войны[361].
- Фройнд, Питер (81) — американский физик и писатель[362].
- Хауб, Эриван (85) — немецкий бизнесмен, глава Tengelmann Group (1969—2000)[363].
- Хорунжий, Генрих Васильевич (88) — доктор медицинских наук, заслуженный врач Российской Федерации, профессор[364]
- Шамми (89) — индийская киноактриса[365].

## 5 марта

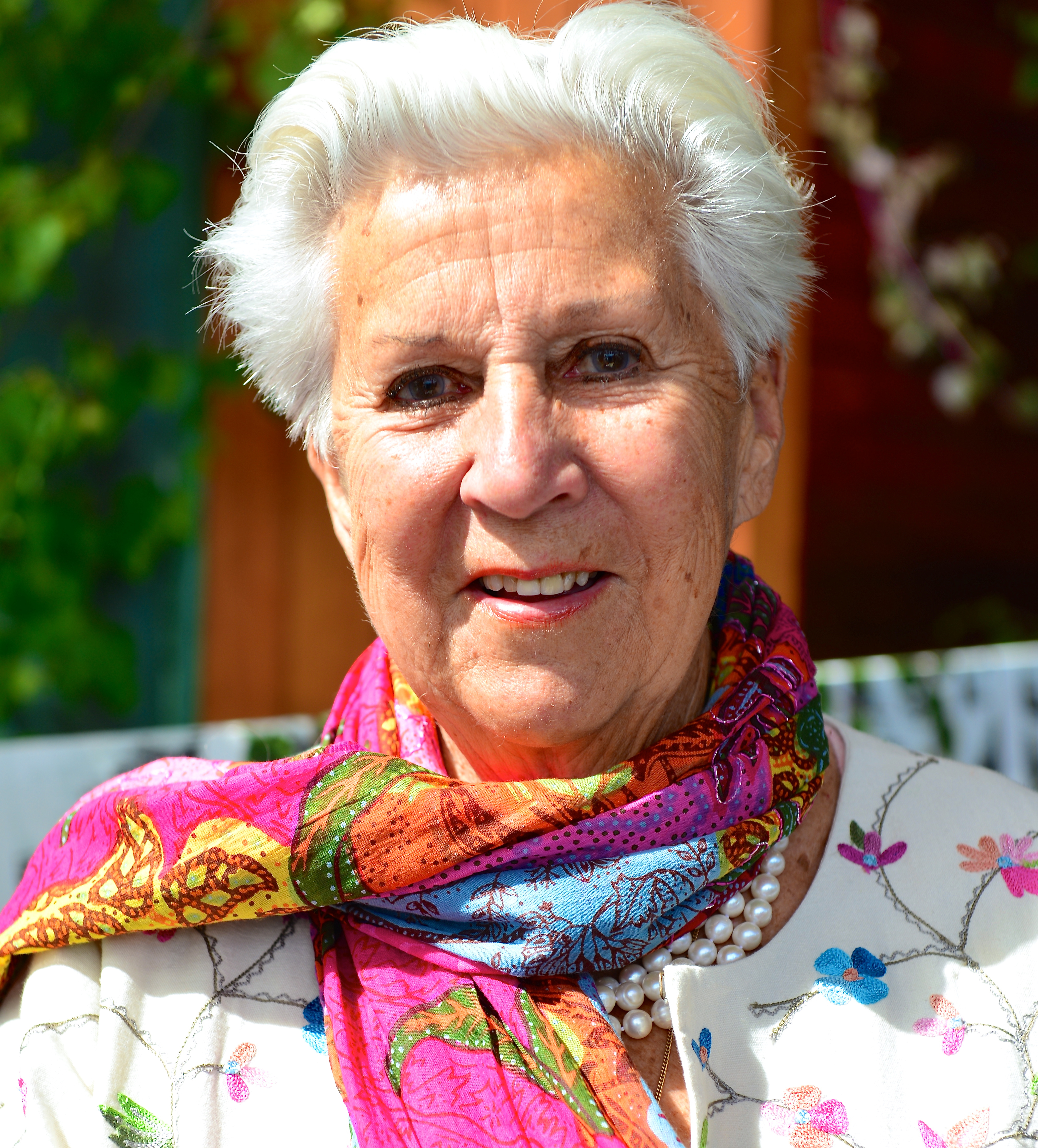
Керстин Деллерт

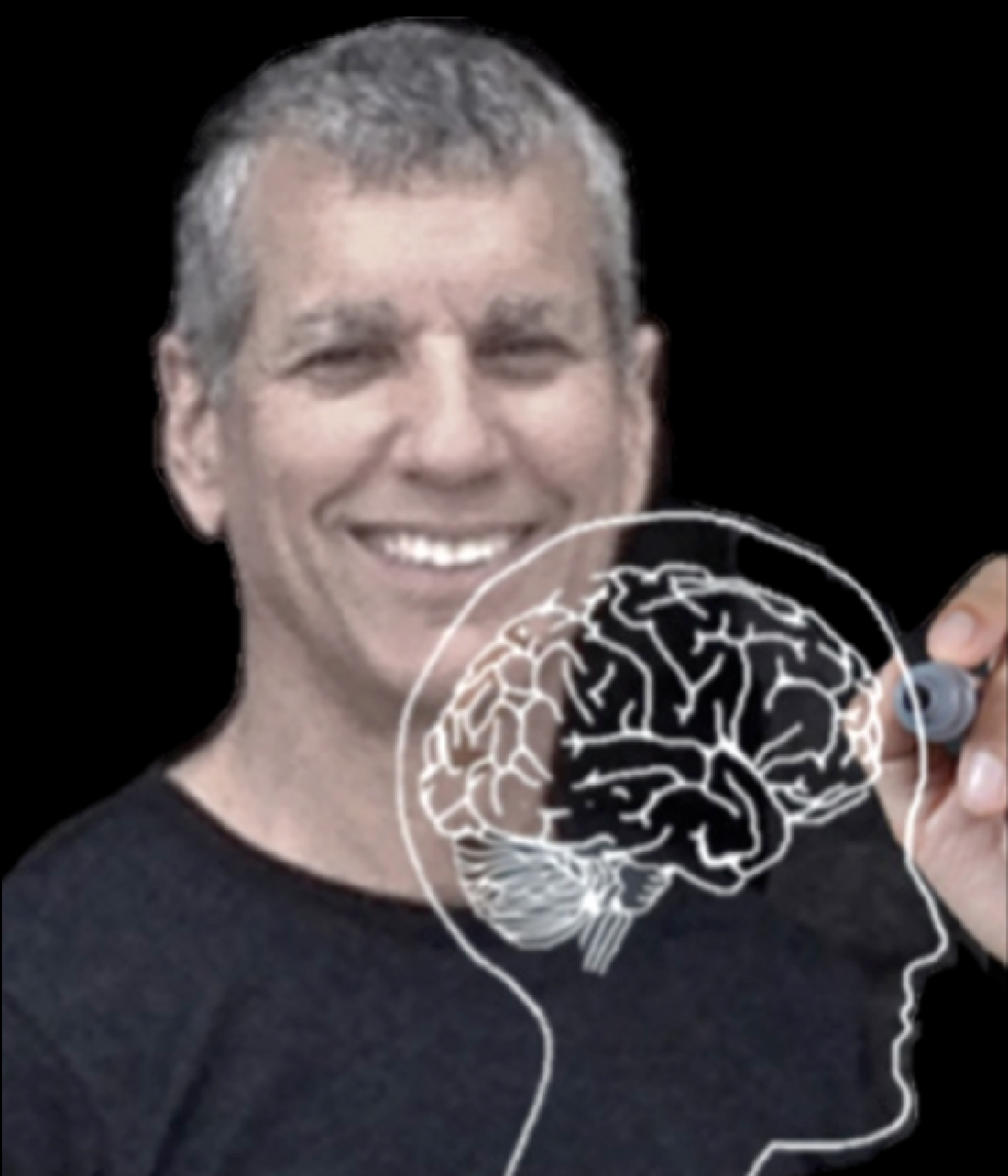
Джон Качиоппо

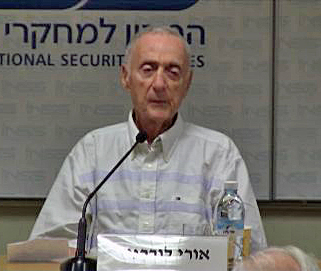
Ури Лубрани

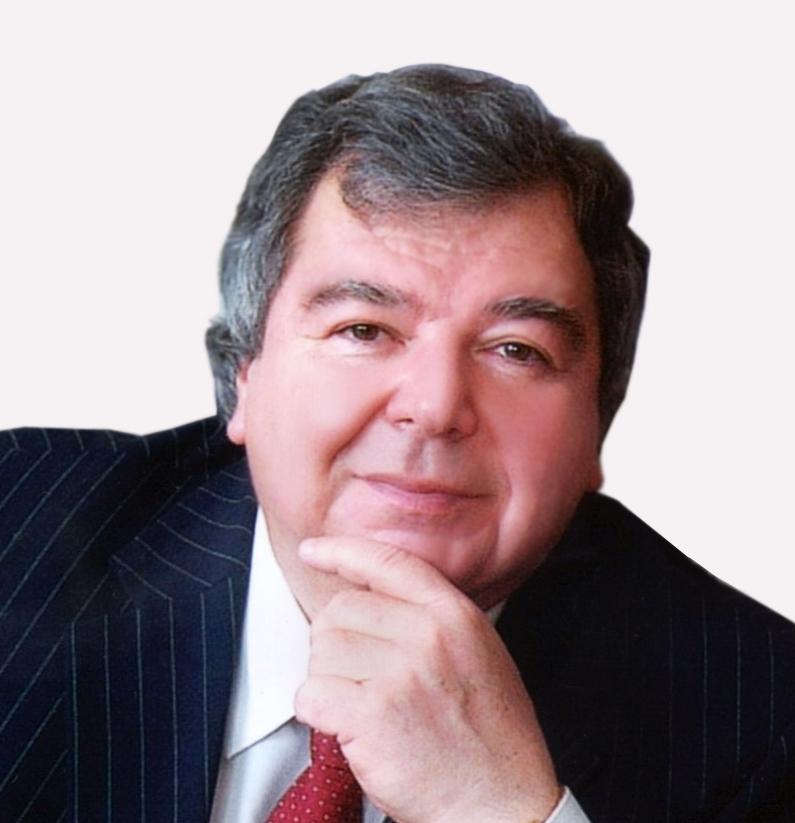
Михаил Чембержи

- Ассараф, Роберт (81) — марокканский историк[366].
- Бейлис, Тревор — британский изобретатель заводного радио[367].
- Бикертон, Дерек (91) —американский лингвист[368].
- Бортник, Александр Иванович (58) — российский скульптор[369].
- Воробьёв, Борис Тимофеевич (85) — советский и российский писатель[370].
- Деллерт, Керстин (92) — шведская оперная певица[371].
- Ислам, Рафикул (82) — бангладешский врач и медицинский исследователь, открывший пищевой солевой раствор для лечения диареи[372].
- Качиоппо, Джон (66—67) — американский психолог, специалист по социальной психологии[373].
- Куцукумнис, Костакис (61) — кипрский футбольный функционер, президент Ассоциации футбола Кипра[374] Архивная копия от 8 марта 2018 на Wayback Machine.
- Лабарт, Андре (86) — французский киноактёр и кинорежиссёр[375].
- Лубрани, Ури (91) — израильский военный и политический деятель, советник министров обороны Израиля[376].
- Магрил, Пол (71) — американский профессиональный игрок в нарды, чемпион мира (1978)[377].
- Маухер, Гельмут (90) — германский бизнесмен, руководитель компании Nestle[378].
- Одой, Ромуальд (86) — польский археолог и музейный работник, основатель музея Грюнвальдской битвы[379].
- Саки, Джам (73) — пакистанский политический деятель, генеральный секретарь Коммунистической партии Пакистана (1990—1991)[380].
- Синклер, Клайв (70) — британский писатель[381].
- Стивенс, Кларенс (100) — американский математик и деятель образования[382].
- Таннебергер, Стефан (82) — немецкий онколог[383].
- Тимофеевский, Леонид Сергеевич (79) — советский и российский ученый, специалист в области холодильной техники и горной теплофизики. Заслуженный деятель науки и техники Российской Федерации, профессор, доктор технических наук, лауреат Премии Правительства Российской Федерации в области науки и техники [?].
- Уайт, Хейден (89) — американский историк[384].
- Чембержи, Михаил Иванович (73) — украинский композитор, педагог, учёный, общественный деятель, ректор Киевской детской академии искусств[385].

## 4 марта

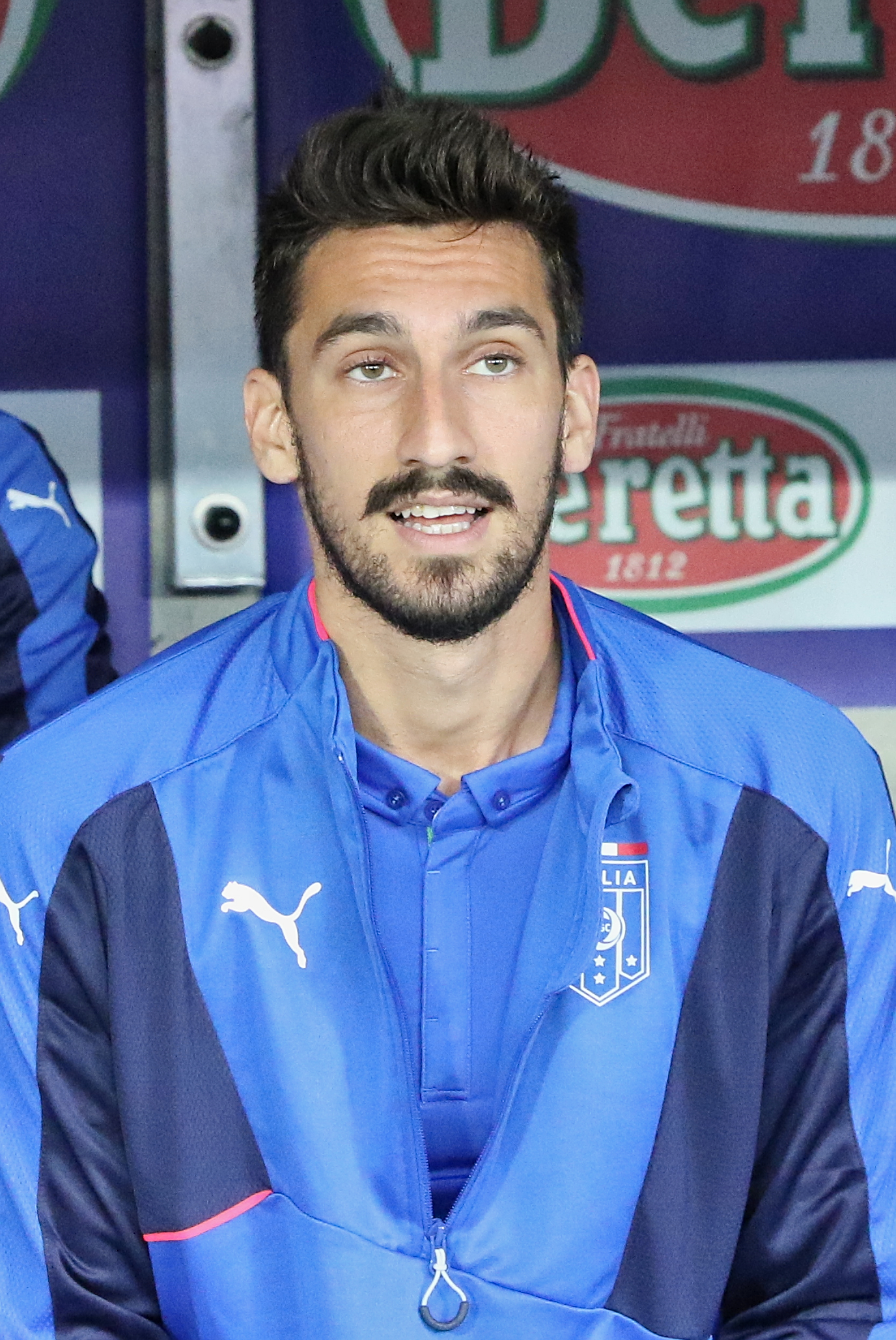
Давиде Астори

- Аккерман, Труде (93) — австрийская актриса[386].
- Астори, Давиде (31) — итальянский футболист, центральный защитник клуба «Фиорентина» и сборной Италии[387].
- Бурко, Игорь Владимирович (73) — советский и российский джазовый музыкант, трубач, руководитель коллектива «Уральский диксиленд» (с 1984), народный артист Российской Федерации (2009)[388].
- Гончаренко, Владлен Игнатьевич (87) — советский и украинский правовед, доктор юридических наук, профессор, академик Национальной академии правовых наук Украины[389].
- Ёрмухаммад Равшани (76) — таджикский писатель, отец адвоката и правозащитника Бузурмехра Ёрова[390].
- Макшарри, Кармел (91) — ирландская актриса[391].
- Рейнс, Дж. Пол (53) — американский бизнесмен, генеральный директор GameStop (2010—2017)[392].
- Триана, Хосе (87) — кубинский драматург[393].
- Чернайс, Райтс — советский математик и латвийский политик.

## 3 марта

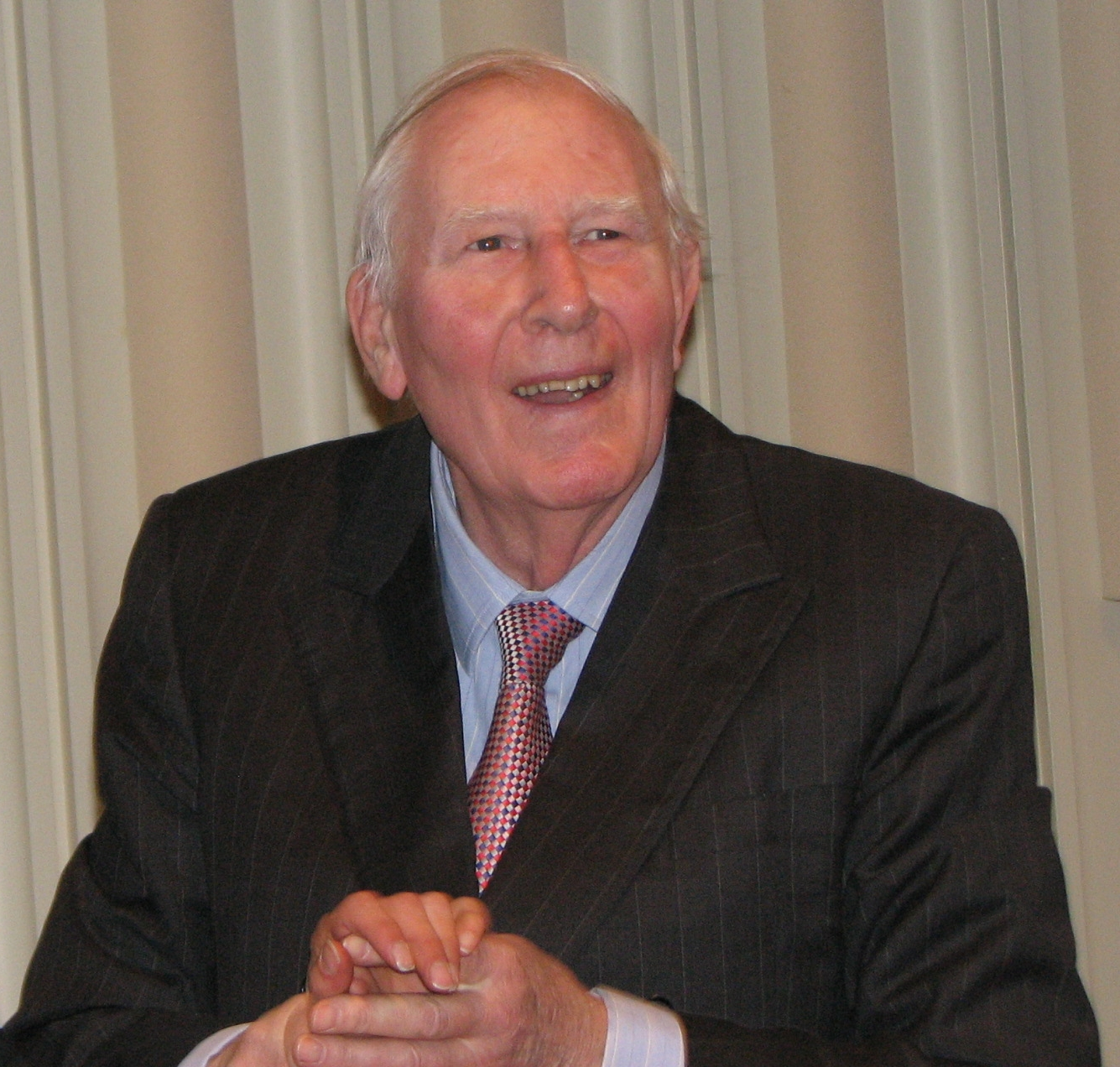
Роджер Баннистер

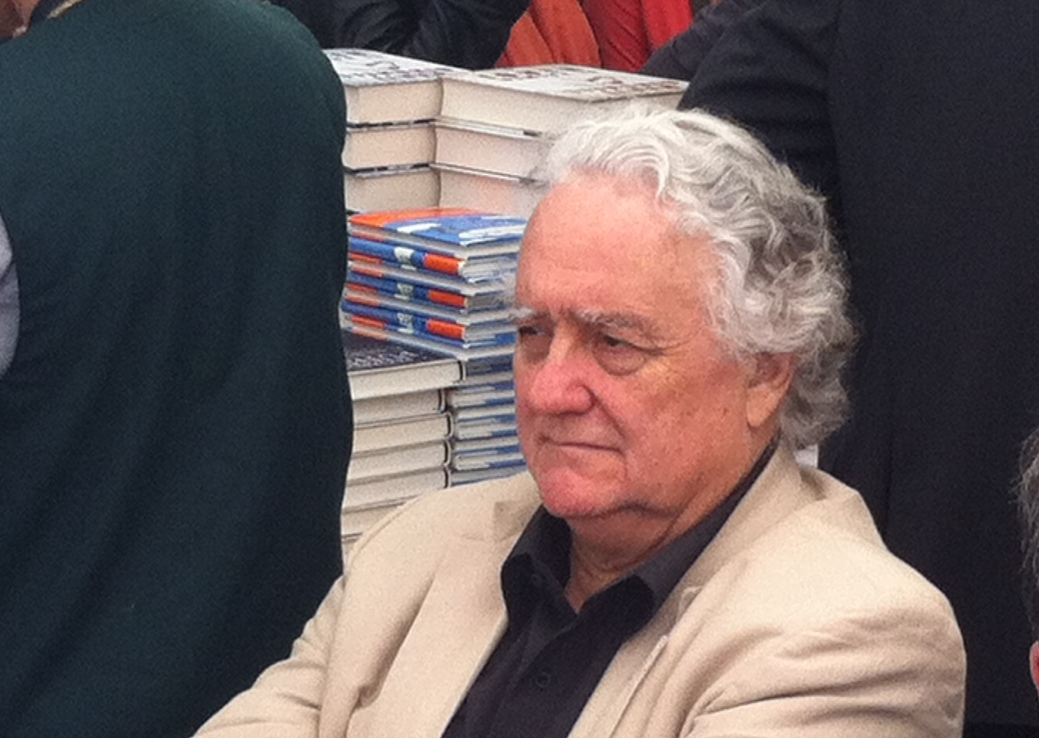
Хорхе Вагенсберг

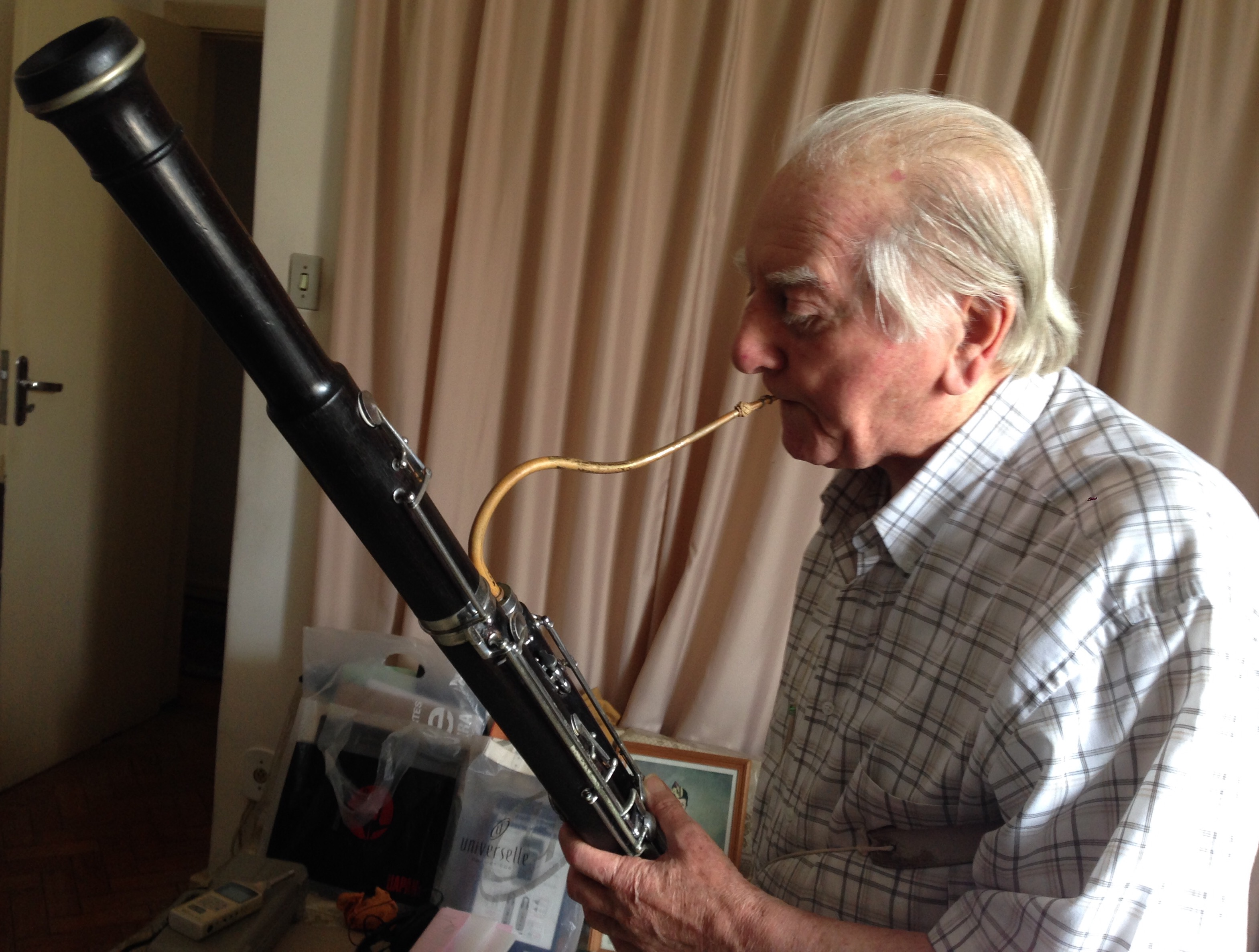
Ноэль Дево

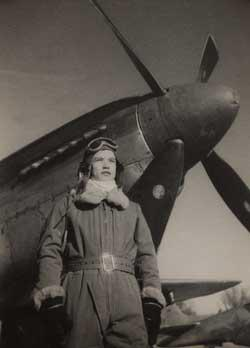
Линь Ху

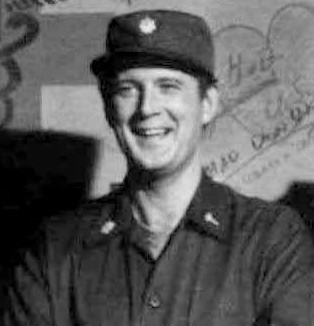
Дэвид Огден Стайерс

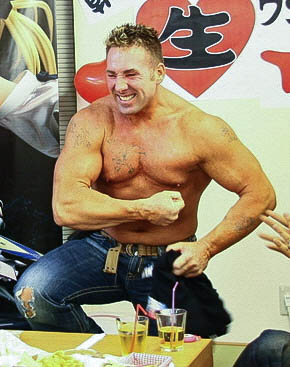
Билли Херрингтон

- Баннистер, Роджер (88) — британский легкоатлет и врач-невролог, чемпион Европы 1954 года на дистанции 1500 метров, командор ордена Британской империи[394].
- Вагенсберг, Хорхе (69) — испанский физик, писатель, издатель, лектор и музеолог[395].
- Гердестад, Кеннет (69) — шведский поэт-песенник[396].
- Даблдэй, Фрэнк (73) — американский актёр[397].
- Дево, Ноэль (88) — бразильский фаготист французского происхождения[398].
- Дойл, Патрик (32) — британский музыкант (Veronica Falls)[399].
- Жерне, Жак (96) — французский синолог[400].
- Карреру, Тоня (95) — бразильская актриса[401].
- Костюшко, Иван Иванович (98) — советский и российский историк-славист, доктор исторических наук, профессор, первый главный редактор журнала «Советское славяноведение»[402].
- Лежен, Энтони (89) — британский писатель[403].
- Лемтюгова, Валентина Петровна (82) — белорусский языковед[404].
- Линь Ху (90) — генерал-лейтенант Военно-воздушных сил Китайской Народной Республики, депутат Всекитайского собрания народных представителей[405].
- Липполис, Энцо (61) — итальянский археолог[406].
- Мурадьян, Рубен Иоганезович (80) — советский и российский художник[407].
- Норейка, Виргилиюс (82) — советский и литовский оперный певец (тенор), народный артист СССР (1970)[408].
- Пачер, Франц (98) — австрийский инженер, один из создателей нового австрийского метода проектирования тоннелей[409].
- Петров, Виктор Борисович (70) — украинский государственный деятель, народный депутат Украины от КПУ (1998—2005)[410].
- Рамос, Ивон (91) — писательница Кабо-Верде[411].
- Стайерс, Дэвид Огден (75) — американский актёр и музыкант[412].
- Ян Стюаарт, барон Стюартби (82) — британский полиик и нумизмат, министр по делам Северной Ирландии (1988—1989)[413].
- Тайандье, Ивон (91) — французский художник[414].
- Хаджич, Сабит (60) — югославский боснийский баскетболист, бронзовый призёр летних Олимпийских игр в Лос-Анджелесе (1984)[415].
- Шахов, Анатолий Сергеевич (66) — российский киновед, востоковед-историк[416].
- Ширер, Роберт (89) — американский режиссёр[417].

## 2 марта

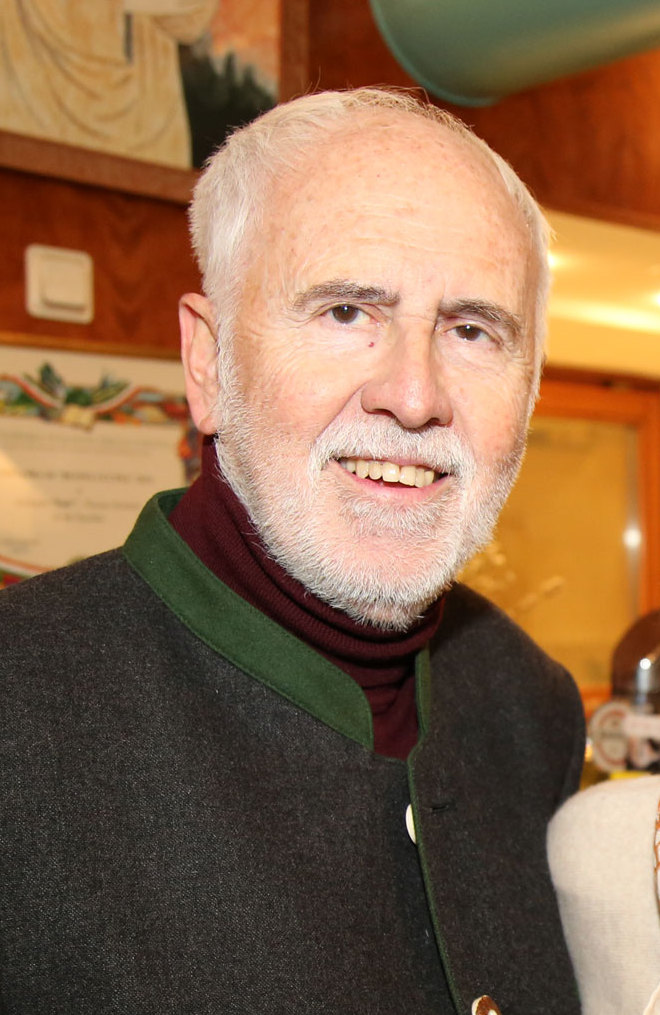
Хесус Лопес Кобос

- Ахпяр, Тахир (72) — советский и азербайджанский певец[418].
- Гаррисон, Шон (80) — американский актёр[419].
- Дженкинс, Брэндон (48) — американский певец и поэт-песенник[420].
- Дорфлес, Джилло (107) — итальянский искусствовед, художник и философ[421].
- Исаченко, Анатолий Григорьевич (95) — советский и российский ландшафтовед, картограф, географ, доктор географических наук[422].
- Исраэль, Джозеф (40) — американский музыкант[423].
- Калашников, Игорь Викторович (64) — российский государственный деятель, глава администрации Пскова (2015—2017)[424].
- Кальва Рейес, Адела (50—51) — мексиканская писательница[425].
- Кедрова, Мария Александровна (71) — советская российская актриса Санкт-Петербургского театра Акимова (с 1974), супруга Юрия Лазарева[426].
- Лазарев, Валерий Александрович (66) — советский футболист, полузащитник, выступавший за ленинградский «Зенит» (1975—1978)[427].
- Лопес Кобос, Хесус (78) — испанский дирижёр[428].
- Попов, Аркадий Иванович (91) — советский передовик производства, рамщик лесопильного завода № 25, Герой Социалистического Труда (1971), участник Великой Отечественной войны[429].
- Профет, Ронни (80) — канадский музыкант[430].
- Рипа ди Меана, Карло (88) — итальянский государственный деятель, министр окружающей среды (1992—1993)[431].
- Сей, Омар (76) — гамбийский государственный деятель, министр иностранных дел Гамбии (1987—1994)[432].
- Уфлэнд, Гарри (81) — американский продюсер[433].
- Филип, Ота (87) — чешский писатель[434].
- Филиппо, Марсель (64) — французский актёр; самоубийство[435],
- Хаджиев, Саламбек Наибович (77) — советский и российский государственный деятель, организатор науки и производства, министр химической и нефтеперерабатывающей промышленности СССР (1991), председатель правительства национального возрождения Чеченской Республики (1995), академик РАН (2008)[436].
- Уильям Глен Гарольд Херрингтон (Билли Херрингтон) (48) - американский актёр, более всего известный по съёмкам в порнофильмах 1990-х годов, погиб в автокатастрофе[437].
- Штыхов, Георгий Васильевич (90) — советский и белорусский археолог, доктор исторических наук, лауреат Государственной премии Белорусской ССР (1990)[438].
- Шурпаева, Миясат Нажмутдиновна (80) — советская и российская дагестанская поэтесса[439].

## 1 марта

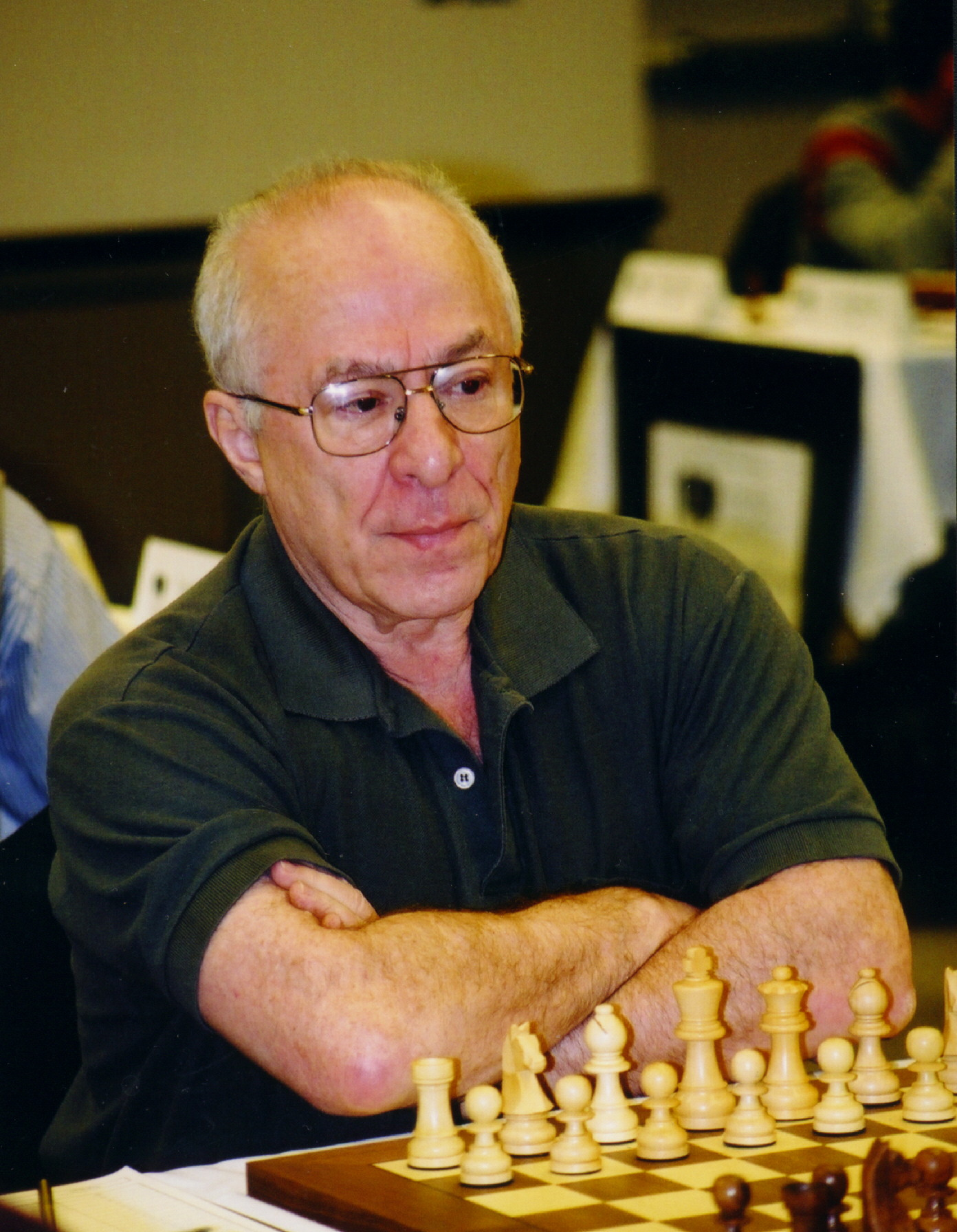
Анатолий Лейн

- Булл-Хансен, Фредрик (90) — начальник службы обороны Норвегии (1984—1987)[440].
- Дорлиак, Дмитрий Дмитриевич (81) — советский и российский киноактёр, племянник певицы Нины Дорлиак[441].
- Канальс, Хоан (89) — испанский баскетболист и тренер «Барселона»[442].
- Карденас Гонсалес, Энрике (91) — мексиканский государственный деятель, губернатор Тамаулипаса (1975—1980)[443].
- Кришнамурти, Найани (67) — индийский писатель и поэт-песенник[444].
- Кэмпбелл, Колин (81) — британский актёр[445].
- Лейн, Анатолий Яковлевич (86) — американский, ранее советский, шахматист, гроссмейстер (1968)[446].
- Лузи, Вальтер (77) — французский футбольный менеджер, основатель футбольного клуба «Шамбли»[447].
- Мудули, Арабинда (56) — индийский музыкант и певец[448] Архивная копия от 1 марта 2018 на Wayback Machine.
- Моррис, Бет (74) — британская актриса[449].
- Нечаев, Виталий Андреевич (82) — советский и российский орнитолог, доктор биологических наук [Русский орнитологический журнал, 2018, XXVII].
- Пестов, Василий Серафимович (92) — советский партийный и государственный деятель, председатель Московского облисполкома (1981—1986)[450].
- Висенте Пикер (83) — испанский футболист («Валенсия») и тренер, игрок национальной сборной, двукратный победитель Кубка ярмарок (1961—1962, 1962—1963)[451].
- Рубио, Мария (83) — мексиканская актриса[452].
- Смит, Орин (75) — американский бизнесмен, президент и генеральный директор Starbucks (2000—2005)[453].
- Тавери, Луиджи (88) — швейцарский мотогонщик, трёхкратный чемпион мира (1962, 1964, 1966)[454].
- Тер-Ованесян, Диана (83) — американская поэтесса[455].
- Цайтлер, Иоганн (90) — немецкий футболист, участник летних олимпийских игр (1952, 1956)[456] Архивная копия от 2 июля 2018 на Wayback Machine.